# Balón de Oro
El Balón de Oro (en francés: Ballon d'or) es un premio para jugadores profesionales de fútbol otorgado anualmente por la revista francesa especializada France Football. Un jurado formado exclusivamente por periodistas especializados de las principales publicaciones deportivas mundiales dictaminan los vencedores del premio.
Entregado ininterrumpidamente desde 1956, a partir de 2009 se fusionó con el premio homólogo del FIFA World Player para designar al mejor futbolista hasta que ambos galardones volvieron a separarse en 2016. En 2020, a causa del coronavirus, France Football decidió no entregar el galardón en esa edición.
Instituido en 1956 por el entonces director de la revista y precursor de la Copa de Europa, Gabriel Hanot, inicialmente el galardón estuvo dirigido exclusivamente a jugadores que contaran con alguna nacionalidad europea, siendo el primer ganador el inglés Stanley Matthews, quien en ese año jugaba para el Blackpool Football Club.
Hasta 1995 se entregaba al mejor jugador inscrito, cada año, en algún campeonato de fútbol profesional europeo y cuya nacionalidad fuese de un país de dicha zona, razón por la cual también fue conocido como el Trofeo al futbolista europeo del año en el extranjero (en francés: Trophée du footballeur européen de l’année à l’étranger) en su instauración, aunque pronto se impuso la denominación de Balón de Oro por la imagen del mismo.
Suprimida dicha condición pudo ser condecorado cualquier futbolista del mundo, pero debía seguir militando en un club europeo, siendo esa misma temporada el vencedor el liberiano George Weah, transferido a mitad del año del club francés Paris Saint-Germain Football a la Associazione Calcio Milan italiana. Doce años más tarde la inclusión de votaciones por internet de los periodistas acreditados le dio al premio un alcance mundial comparable con el que contaba el premio al Jugador Mundial de la FIFA, lo que motivó en 2010 que el grupo editorial Amaury —propietario de France Football— acordara con la Federación Internacional de Fútbol Asociado (FIFA) la fusión de ambos premios para dar origen al FIFA Balón de Oro, del que France Football fue el principal auspiciador y donante del trofeo. El acuerdo trajo consigo la inclusión de los seleccionadores y capitanes de las federaciones nacionales reconocidas por la FIFA como votantes de un premio que desde 2007 eliminó toda restricción, pudiendo optar a él cualquier futbolista independientemente del país donde jugase. Debido a la repercusión y dicha globalización, la Unión Europea de Asociaciones de Fútbol (UEFA) instauró en 2011 un nuevo premio otorgado exclusivamente al mejor futbolista en Europa basado en la tradición del Balón de Oro, otorgado por la publicación francesa.
Las discrepancias entre la publicación francesa y el máximo organismo futbolísico dieron con la ruptura del acuerdo en 2016, pasando a ser de nuevo y únicamente los corresponsales deportivos los que votasen para dirimir al mejor futbolista mundial a través de la revista France Football. Desde 2018 se entrega también el Balón de Oro Femenino, que recogió el testigo del galardón otorgado bajo la fusión FIFA-France Football. La FIFA pasó desde entonces a otorgar otro galardón conocido como The Best.

## Historia
La revista francesa France Football, de publicación bisemanal instaurada en 1946, decidió por incentiva del prestigioso periodista y editor Gabriel Hanot —impulsor también de la Copa de Clubs Campeones Europeos, actual Liga de Campeones— otorgar un galardón individual que designase al mejor futbolista del momento. Instaurado inicialmente para respaldar el crecimiento de la competición continental como el Trofeo al futbolista europeo del año en el extranjero (en francés: Trophée du footballeur européen de l’année à l’étranger), reconocía al mejor jugador europeo del año que hubiese tenido participación a nivel internacional.

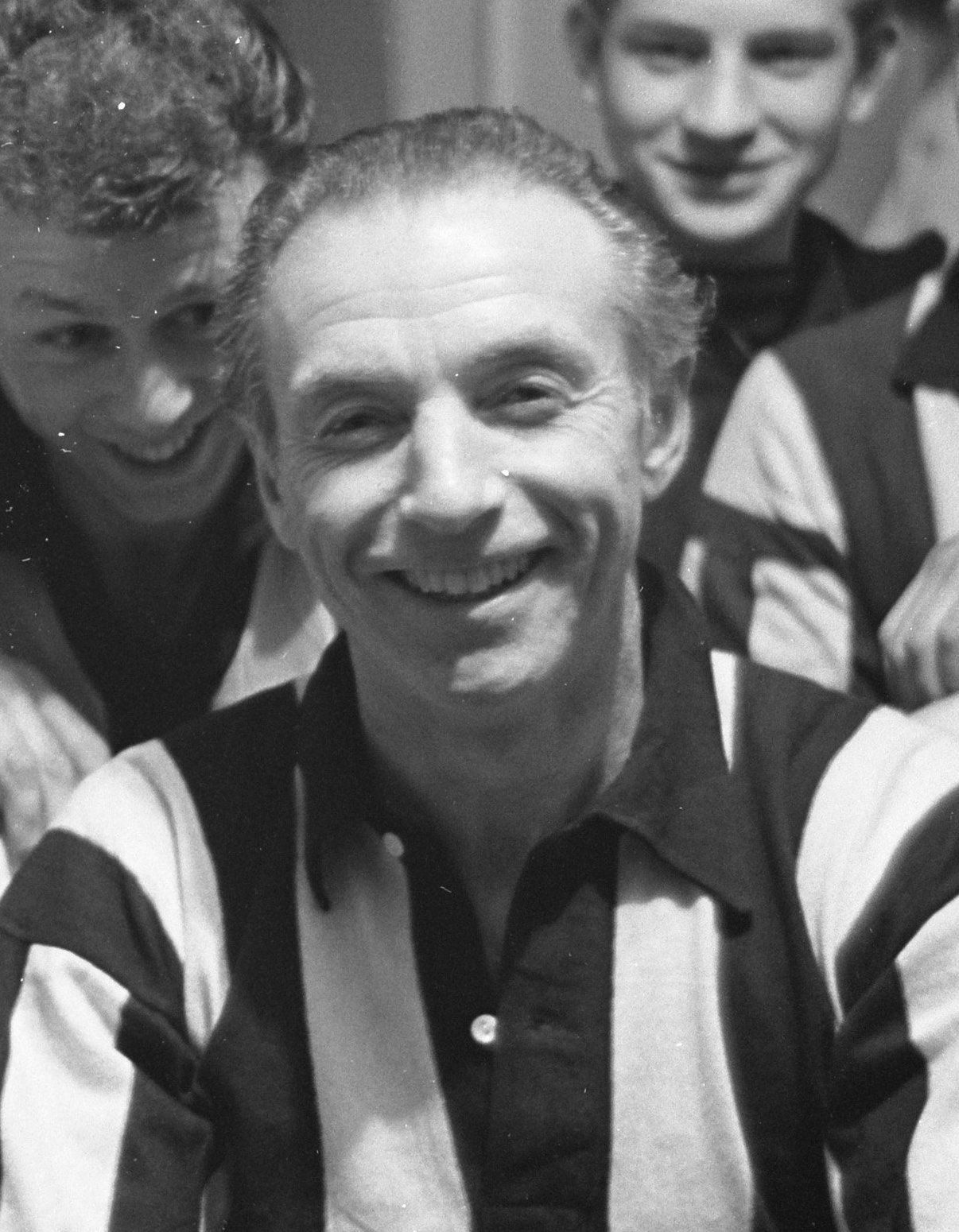
Stanley Matthews, primer vencedor del trofeo.

El jurado que elegía al ganador estaba compuesto por 16 periodistas especializados, cada uno representando a una asociación de la UEFA para garantizar una opinión más plural y no tan sesgada como la que aportarían los de un único país, que escogían sus cinco futbolistas preferidos del panorama futbolístico. El primer futbolista escogido por cada periodista recibía cinco puntos, mientras que el segundo cuatro, y así sucesivamente. Solo se concedía un trofeo al primer clasificado en el cómputo global, aunque ya desde sus orígenes se designaba extraoficialmente a los siguientes clasificados como los «balones de plata y bronce».
Bajo estas premisas fue el inglés Stanley Matthews quien el 18 de diciembre de 1956 —en la publicación número 561 de la revista— fue designado con 47 puntos como el primer vencedor por delante del hispanoargentino Alfredo Di Stéfano (44) y del francés Raymond Kopa (33) siendo los tres más votados de los veinticuatro que recibieron algún voto. El jugador inglés, reconocido más a título póstumo por su trayectoria —contaba con 41 años— que por sus registros durante el año merced a una actuación en un partido frente a la selección brasileña, aventajó a los dos integrantes del Real Madrid Club de Fútbol, considerado el mejor club del momento merced sobre todo a su éxito en la Copa de Europa.

“Imperturbable, impassible, le visage immobile, sauf quand il est marqué par l’effort, Stanley Matthews ne rit pas ; mais il fait rire le stade tout entier. Il est, à sa manière, un «clown» de génie, le Charlie Chaplin du football. Nul joueur n’est plus discipliné: quand il est fauché par un adversaire, il se relève, qu’il y ait sanction ou non, sans protester, sans gesticuler, sans signe d’irritation ni même de mécontentement.”

“Imperturbable, impasible, con el rostro inmóvil, salvo cuando está marcado por el esfuerzo, Stanley Matthews no ríe, pero hace reír al estadio entero. Es, a su forma, un «clown» genial, el Charlie Chaplin del fútbol. Ningún jugador es más disciplinado: cuando es golpeado por un oponente, se levanta, sea sancionado o no, sin protestar, sin gesticular, sin signos de irritación ni descontento”
Gabriel Hanot, editor de L'Équipe. Diciembre de 1956.

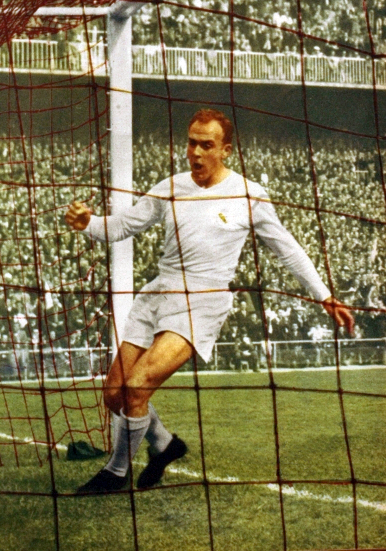
Alfredo Di Stéfano, primer jugador en lograr el premio dos veces y único galardonado del Super Balón de Oro.

Originalmente los periodistas solo podían votar a favor de futbolistas europeos, y se decidió que un futbolista no podía ser designado vencedor nuevamente una vez lo hubiese logrado con anterioridad, circunstancia que se modificó en 1959 con la cuarta edición del galardón debido a la superioridad que mostraba Di Stéfano, vencedor en 1957, y que en 1958 no pudo pues ser tomado en cuenta por los votantes. No en vano, era la gran figura no sólo del mejor equipo del momento, sino a nivel mundial tras sus éxitos y registros a nivel individual y colectivo. En él jugaba también el hispanohúngaro Ferenc Puskás, quien fue cuarto del Balón de Oro en 1956.
Fue así como el jugador con 80 puntos se convirtió en el primero en la historia del premio en conquistarlo dos veces, y recibiendo al menos un voto de 18 de los 20 periodistas que entonces votaban para dirimir al mejor jugador. Curiosamente, fue de nuevo su compañero Kopa quien finalizó por detrás de él —y quien había vencido en 1958 siendo el primer francés en lograrlo—. Era el reconocimiento a un futbolista que conquistó consecutivamente tres Copas de Europa, siendo el gran artífice habiendo anotado 22 goles para su club en el torneo, tres de ellos repartidos en las tres finales ganadas. Dichos logros, a los que sumó varios más, le valieron para ser considerado tiempo después como uno de los mejores futbolistas de todos los tiempos. Así lo reconoció también France Football cuando en 1989 le declaró vencedor del Super Balón de Oro en reconocimiento a su trayectoria por delante de Johan Cruyff y Michel Platini.

“Di Stefano's feats fathered faith in Real Madrid around the world, a faith that endures in places where the liturgy is not exactly Spanish nor Argentinian. There was no player like Alfredo Di Stefano. As my father used to say about his special heroes: «when they made him, they threw away the mould.»”

“Las hazañas de Di Stefano engendraron fe en el Real Madrid alrededor del mundo, una fe que perdura en lugares donde la liturgia no es precisamente española ni argentina. No hubo ningún futbolista como Alfredo Di Stefano. Como mi padre solía decir de sus héroes particulares: «cuando lo hicieron, destruyeron el molde»”
Myles Palmer. Reportero inglés.

Con el jugador ya en segundo plano debido a su edad, el premio estuvo más abierto que nunca. Fue finalmente el español Luis Suárez quien se alzó con el galardón superando a Ferenc Puskás por 17 puntos, y a Uwe Seeler por 21. Detrás aparecieron Di Stéfano con 22 puntos menos y Lev Yashin, 26 por detrás de Suárez. El soviético, guardameta, fue el primero de su demarcación en aparecer en las votaciones, e igualó su mejor resultado hasta la fecha de 1956, y tras las victorias de Omar Sívori y Josef Masopust, se convirtió en 1963 en el primer y único portero de la historia del galardón en proclamarse vencedor.

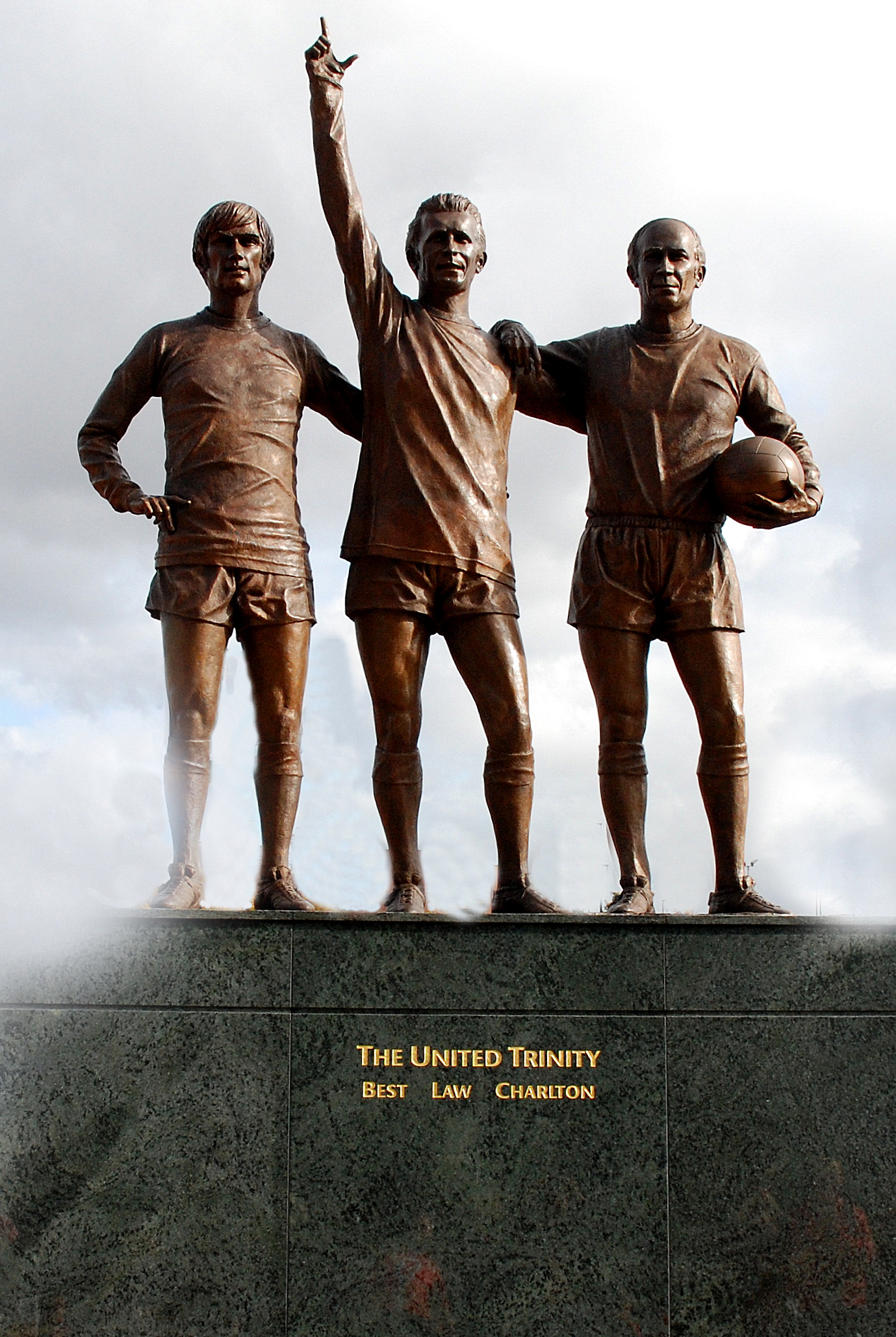
La Trinidad del United venció un Balón de Oro cada uno.

El escocés Denis Law fue nombrado como mejor futbolista en 1964 por delante de Luis Suárez y Amancio Amaro, en la que fue la primera y única vez que dos españoles conseguían situarse en el podio, y con la excepción del año siguiente con el tercer puesto del mismo Suárez, ningún otro español consiguió situarse entre los tres primeros hasta que lo hiciera Emilio Butragueño en 1986 y 1987. Ese 1965 fue el año en el que el portugués Eusébio da Silva logró un galardón que pese a no volver a vencer estuvo entre los nominados durante doce ediciones, sumando sí dos Balones de Plata, se situaba parejo a los cuatro podios de Suárez y Kopa y los tres de Di Stéfano —quien seguía siendo el único en poseer dos de oro—. Ellos fueron cuatro de las grandes referencias del fútbol europeo durante la época.
A ellos, pronto se unió el inglés Bobby Charlton, quien venció en 1966 y finalizó segundo en las dos siguientes entregas. Su victoria a nivel de selecciones en el Mundial de Inglaterra 1966 dejó constancia que los éxitos en dicha competición celebrada cada cuatro años mostraban un notable reflejo en la decisión del jurado de ese año. De igual modo sucedió con los años 1958 y 1962 con apariciones esporádicas de jugadores: casos de Helmut Rahn, Just Fontaine, Josef Masopust o Karl-Heinz Schnellinger y que en definitiva era la esencia del galardón. No fue sin embargo fugaz la irrupción del jugador británico, quien conformaba la denominada «Santísima Trinidad» o «Trinidad del United» (en inglés: «Holy Trinity» or «United Trinity») del Manchester United Football Club. Denis Law, Charlton y George Best fueron todos vencedores del premio tras el conquistado por el norirlandés en 1968. Un reconocimiento al resurgir del fútbol inglés de mediados de la década de los años 1960 que vio como de ser los grandes dominadores de un deporte inventado por ellos se vieron superados por numerosas regiones con el paso de las décadas. La FIFA reconoció tiempo después a Charlton como el mejor jugador inglés de todos los tiempos y uno de los mejores europeos del siglo XX. Fue el gran reconstructor junto a Matt Busby de los «diablos rojos» tras el desastre aéreo de Múnich en el que ocho de sus compañeros fallecieron y él logró salvar la vida.
Ferviente admirador de Di Stéfano, al igual que Best, reconoció que él y su equipo fueron su inspiración para llevar al club inglés a lo más alto del fútbol europeo, hazaña de las más significativas y resaltadas en el fútbol tras la debacle sufrida y que forjó una gran relación entre ambos clubes.
Únicamente el húngaro Flórián Albert —compañero de selección de Puskás junto al que formó parte del legendario «Equipo de oro» (en húngaro: Aranycsapat) o «Magiares mágicos»— consiguió hacer sombra al elenco tras proclamarse Balón de Oro en 1967. El foco estaba puesto ahora en el norte de Europa, y eran estos equipos quienes recibían los reconocimientos con escasas salvedades por parte de Italia, que resistía como único bastión del sur del continente.

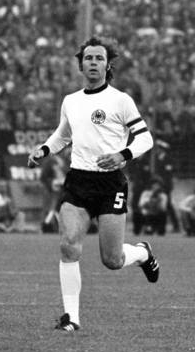
Franz Beckenbauer, referente alemán de los años 70.

Se llegó así a la década de los años 1970. Fue la de la consagración del fútbol alemán, que empezó a despuntar años atrás y que tuvo su máximo esplendor en esta década. De entre todos los exponentes teutones y que llegaron a proclamarse campeones mundiales a nivel de selecciones, dos clubes eran los sobresalientes, el Borussia Mönchengladbach de Jupp Heynckes y Günter Netzer, y el Fußball-Club Bayern en el destacaron especialmente dos nombres, el de Gerd Müller y el de Franz Beckenbauer.
Goleador el primero y un polivalente jugador de corte defensivo el segundo, es considerado este como uno de los referentes en la demarcación de líbero, hasta el momento casi desconocida y muy poco extendida debido a las peculiaridades tácticas que exige, y que desde su irrupción fue muy utilizado en los equipos europeos hasta la década de 1990. Fue una de las particularidades más características del fútbol alemán y en el que basó su evolución en los años venideros y por el que el futbolista llegó a ser considerado como uno de los mejores de la historia.
Su primera nominación al galardón se produjo sin embargo en 1966, siendo la primera vez que un jugador recibía votos por parte de todos los miembros del jurado, mientras que fue premiado con el Balón de Oro en dos ocasiones, y con el de plata en otras dos. Si su dominio no fue mayor se debió en parte al cúmulo de referentes en una época que se considera como una de las que más evolución y progreso trajo al fútbol. En ocasiones se refiere a este período como el que trajo la modernización al fútbol, y no fueron los alemanes, sino los neerlandeses los que tuvieron mayor repercusión en ese sentido.
Ellos fueron los principales rivales de los teutones, no solo a nivel particular, sino a nivel de clubes y de selecciones. Desarrollando y evolucionando un fútbol singular de Hungría, y referenciado especialmente por los ya citados «magiares mágicos» de Puskás y Flórián Albert, practicaron un fútbol posteriormente denominado como «fútbol total». Caracterizado por la imprevisibilidad aparente sobre el puesto que ocupaba cada jugador, era más una aportación colectiva tanto al ataque como a la defensa con combinaciones vistosas y veloces a uno o dos toques para desordenar al rival teniendo a la vez un absoluto control de todo el juego. Sin duda el máximo exponente fue la selección neerlandesa de Rinus Michels que fue apodada como la «Naranja Mecánica». A nivel de clubes fue el Amsterdamsche Football Club Ajax el referente, liderado por Johan Cruyff.

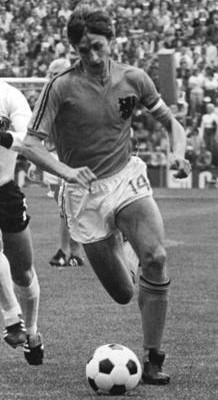
Johan Cruyff, máximo exponente del «fútbol total».

Beckenbauer y Cruyff copaban todo reconocimiento y título de la época. Y es que pese a su lógica decadencia con el paso de los años, dejaron una estela tanto en sus clubes como selecciones que les permitió continuar esa evolución, representada en otros futbolistas. En el caso del alemán, fue nominado al Balón de Oro en doce ocasiones, estableciendo un récord en la historia del galardón, hasta 1977, mientras que el neerlandés sumó un Balón de Bronces y tres Balones de Oro que le convirtieron en la fecha en el futbolista no solo más laureado sino en el primero en lograrlo en tres ocasiones. Él también estuvo nominado en doce ocasiones.
Ambos futbolistas fueron considerados junto a Di Stéfano y Pelé, como los cuatro grandes que dio hasta entonces el fútbol a nivel individual, llegando el propio Beckenbauer a manifestar la superioridad del jugador «tulipán» si bien recibieron ambos multitud de elogios de compañeros y personalidades:

“Él era el mejor... pero yo gané el Mundial. (Beckenbauer sobre Cruyff)”
“Fue uno de los mejores futbolistas que he visto, lo pondría al mismo nivel que Pelé, Di Stefano y Maradona. Cruyff cambió el fútbol con su forma de jugar y sigue teniendo impacto en la actualidad.” (Charlton sobre Cruyff)
“Fue el mejor de todos los tiempos. Lo admiraba, era un jugador excepcional.” (Michel Platini sobre Cruyff)
“Johan Cruyff fue un jugador magnífico, uno de los mejores de la historia. Un símbolo del juego elegante. Una inspiración. Una fuente de admiración para los aficionados. Marcó la historia del fútbol para siempre.” (Gianni Infantino sobre Cruyff)
“Es el héroe de nuestro país. No es casualidad: se lo ha ganado a pulso.” (Netzer sobre Beckenbauer)
“Es un excelente compañero. Sobre el campo siempre se caracterizó más por su inteligencia que por su fuerza. Era un futbolista más brasileño que alemán. (Pelé sobre Beckenbauer)”
“Es uno de los grandes, junto a Alfredo Di Stéfano o Pelé. (Sepp Herberger sobre Beckenbauer)”
Declaraciones sobre Cruyff y Beckenbauer.

### Ganadores múltiples

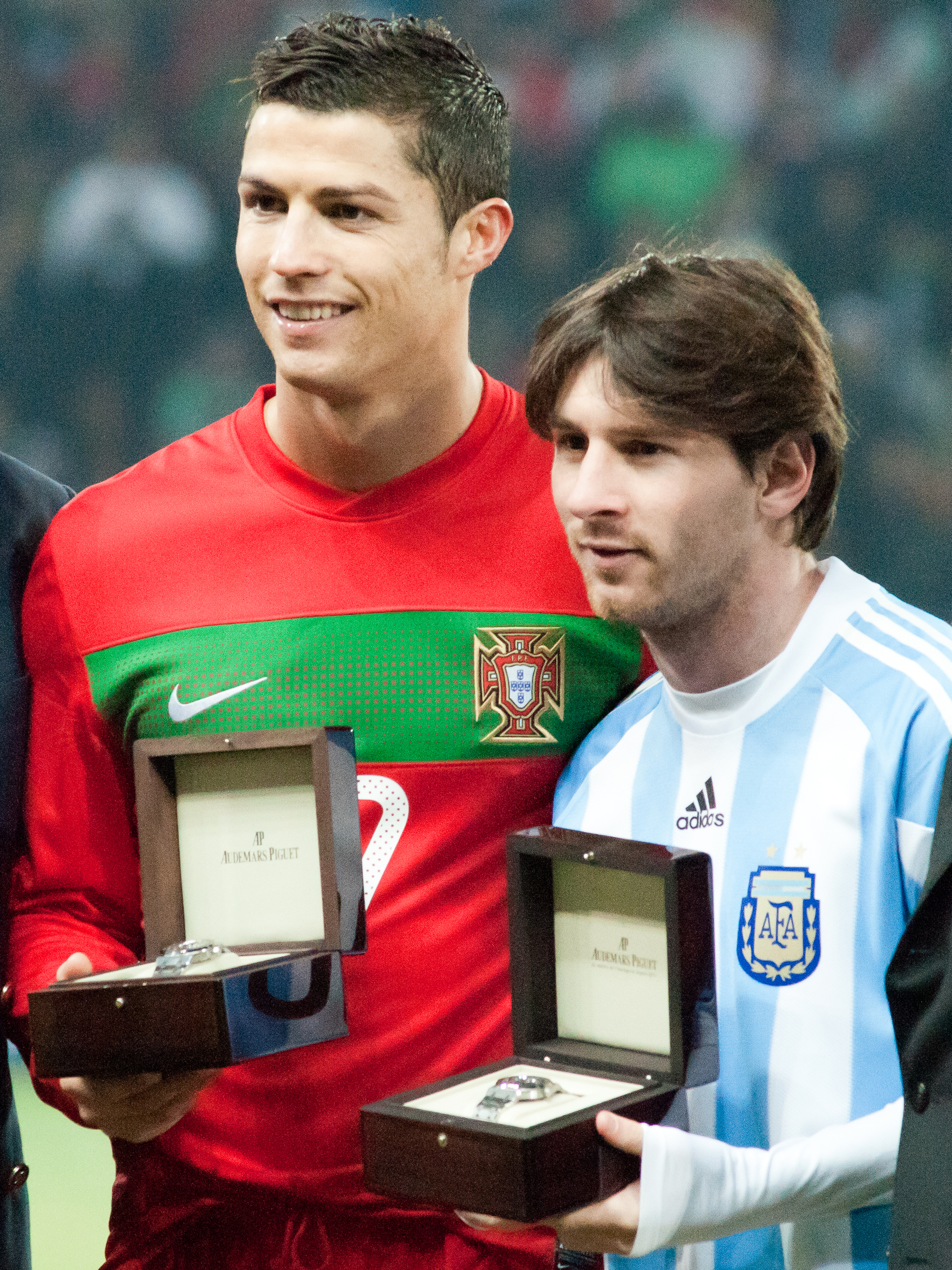
El argentino Lionel Messi y el portugués Cristiano Ronaldo, ganadores de ocho y cinco premios, respectivamente.

El argentino Lionel Messi, es el único futbolista de la historia en conquistar el premio en ocho ocasiones, tras desempatar el anterior récord de cinco que compartía con el portugués Cristiano Ronaldo.

"Lionel Messi, ganador de un séptimo Balón de Oro, se sintió honrado al ver su rostro expuesto en el Palais de Chaillot frente a la Torre Eiffel."
"Lauréat d'un septième Ballon d'Or, Lionel Messi a été mis à l'honneur en voyant son visage affiché sur le Palais de Chaillot face à la Tour Eiffel."
France Football.

"Lionel Messi ha conseguido este lunes su sexto Balón de Oro, el premio de la revista francesa France Football que reconoce el rendimiento de un futbolista como el mejor del mundo. El astro argentino del Barcelona supera así al portugués Cristiano Ronaldo, con el que empataba a cinco galardones, y se convierte en el futbolista más laureado."
El País (España).

Le siguen el ya citado Cristiano Ronaldo con cinco premios, y tres futbolistas han logrado vencer el premio en tres ocasiones cada uno, el francés Michel Platini, y los neerlandeses Johan Cruyff y Marco van Basten. Que la finalidad del juego sea anotar goles, faceta en la que destacan los jugadores de campo y en especial los atacantes, hizo que el galardón estuviese destinado a las demarcaciones de centrocampistas y delanteros en la mayoría de las ocasiones. Sin embargo, un portero fue capaz de lograr el premio, el soviético Lev Yashin —en la edición de 1963—; además de tres defensores, los germanos Franz Beckenbauer —en dos ocasiones— y Matthias Sammer, además del italiano Fabio Cannavaro. Solo otros cuatro guardametas consiguieron aparecer en la terna final del premio.

### Ganadores no europeos
En 1995 hubo un cambio en las reglas para permitir que los futbolistas no europeos fueran escogidos siempre y cuando pertenecieran a un club de dicho continente. Las normas fueron modificadas nuevamente en 2007 para que los futbolistas de cualquier nacionalidad y de cualquier club de todo el mundo pudieran ser elegidos para el premio. No se celebraba ningún tipo de ceremonia pública de entrega del trofeo: el nombre del ganador se revelaba al publicarse el número del mes de diciembre de la revista France Football, en cuya portada aparecía el ganador posando con el Balón de Oro.
También en las modificaciones de 2007 se amplió el número de periodistas que podían votar. Hasta ese momento el premio era designado por 53 periodistas europeos procedentes de cada uno de los países de la UEFA, pero se añadieron otros 43 no europeos procedentes de países cuyas selecciones nacionales habían disputado al menos una fase final de un Mundial. Los criterios para adjudicar el premio venían descritos en el artículo 9 del reglamento del trofeo. Estos son: los resultados obtenidos individual y colectivamente durante el año en consideración, la clase del jugador (talento + juego limpio), su carrera profesional y la personalidad y carisma que posee.
El primer futbolista no europeo en obtener dicho premio fue el liberiano George Weah en el año 1995, ya que hasta esa misma fecha estaba reservado exclusivamente a jugadores con nacionalidad europea, aunque se mantenía la condición de que debían jugar en Europa. Por ello, jugadores como Alfredo Di Stéfano u Omar Sívori, de nacimiento argentino pero nacionalizados español e italiano respectivamente, pudieron optar a un premio que finalmente llegaron a conquistar. Dicha condición impidió reconocer a grandes futbolistas mundiales como Pelé o Diego Maradona por citar algunos, aunque precisamente ellos recibieron un Balón de Oro especial por su trayectoria para paliar dicha situación, siendo los dos únicos balones de oro honoríficos entregados en la historia.
Entre los vencedores más jóvenes destaca con 21 años y 3 meses el brasileño Ronaldo Nazário en 1997, siendo además el primer brasileño y americano en lograrlo —exceptuamos los casos antes citados—. Por su parte el jugador más veterano en ganar el título fue Stanley Matthews quien en 1956 lo hizo con 41 años.
En cuanto al equipo de procedencia del vencedor, Fútbol Club Barcelona supera con trece galardonados al Real Madrid Club de Fútbol que tiene once premiados, seguidos de Juventus Football Club y la Associazione Calcio Milan, ambos con ocho. Barceloneses y madrileños son además los clubes con más jugadores representantes en el podio final.

## Historial masculino
Para un completo detalle de los galardonados véase Palmarés del Balón de Oro
- En cursiva los Balones de Oro que ganaron la Copa Mundial de Fútbol (12)

Nombres y banderas según la época.
| \| Edición \| Primero \| Primero \| Segundo \| Segundo \| Tercero \| Tercero \| \| - \| Jugador \| Pts. \| Jugador \| Pts. \| Jugador \| Pts. \| \| -------------------------------------------------------------------------------------------------------------------------------------------------------------------------------------------------------------------------------------------------- \| ----------------------------------------------- \| --------- \| -------------------------------------------------------------------------------------------------- \| ------- \| ------------------------------------------------------------------------- \| ------- \| \| 1956 \| Stanley Matthews (Blackpool F. C.) \| 47 \| Alfredo Di Stéfano (Real Madrid C. F.) \| 44 \| Raymond Kopa (Real Madrid C. F.)[n. 7] \| 33 \| \| 1957 \| Alfredo Di Stéfano (Real Madrid C. F.) \| 72 \| Billy Wright (Wolverhampton F. C.) \| 19 \| Raymond Kopa (Real Madrid C. F.) Duncan Edwards (Manchester United F. C.) \| 16 \| \| 1958 \| Raymond Kopa (Real Madrid C. F.) \| 71 \| Helmut Rahn (Rot-Weiss Essen) \| 40 \| Just Fontaine (Stade de Reims) \| 23 \| \| 1959 \| Alfredo Di Stéfano (Real Madrid C. F.) \| 80 \| Raymond Kopa (Stade de Reims)[n. 8] \| 42 \| John Charles (Juventus F. C.) \| 24 \| \| 1960 \| Luis Suárez (C. F. Barcelona) \| 54 \| Ferenc Puskás (Real Madrid C. F.) \| 37 \| Uwe Seeler (Hamburger S. V.) \| 33 \| \| 1961 \| Omar Sívori (Juventus F. C.) \| 46 \| Luis Suárez (F. C. Internazionale)[n. 9] \| 40 \| Johnny Haynes (Fulham F. C.) \| 22 \| \| 1962 \| Josef Masopust (F. K. Dukla Praga) \| 65 \| Eusébio da Silva (S. L. Benfica) \| 53 \| Karl-Heinz Schnellinger (F. C. Köln) \| 33 \| \| 1963 \| Lev Yashin (F. K. Dinamo Moskva) \| 73 \| Gianni Rivera (A. C. Milan) \| 55 \| Jimmy Greaves (Tottenham Hotspur F. C.) \| 50 \| \| 1964 \| Denis Law (Manchester United F. C.) \| 61 \| Luis Suárez (F. C. Internazionale) \| 43 \| Amancio Amaro (Real Madrid C. F.) \| 38 \| \| 1965 \| Eusébio da Silva (S. L. Benfica) \| 67 \| Giacinto Facchetti (F. C. Internazionale) \| 59 \| Luis Suárez (F. C. Internazionale) \| 45 \| \| 1966 \| Bobby Charlton (Manchester United F. C.) \| 81 \| Eusébio da Silva (S. L. Benfica) \| 80 \| Franz Beckenbauer (F. C. Bayern) \| 59 \| \| 1967 \| Flórián Albert (Ferencváros T. C.) \| 68 \| Bobby Charlton (Manchester United F. C.) \| 40 \| Jimmy Johnstone (Celtic F. C.) \| 39 \| \| 1968 \| George Best (Manchester United F. C.) \| 61 \| Bobby Charlton (Manchester United F. C.) \| 53 \| Dragan Džajić (Estrella Roja) \| 46 \| \| 1969 \| Gianni Rivera (A. C. Milan) \| 83 \| Luigi Riva (Cagliari Calcio) \| 79 \| Gerd Müller (F. C. Bayern) \| 38 \| \| 1970 \| Gerd Müller (F. C. Bayern) \| 77 \| Bobby Moore (West Ham United F. C.) \| 70 \| Luigi Riva (Cagliari Calcio) \| 65 \| \| 1971 \| Johan Cruyff (A. F. C. Ajax) \| 116 \| Sandro Mazzola (F. C. Internazionale) \| 57 \| George Best (Manchester United F. C.) \| 56 \| \| 1972 \| Franz Beckenbauer (F. C. Bayern) \| 81 \| Gerd Müller (F. C. Bayern) Günter Netzer (Borussia Mönchengladbach) \| 79 \| \| - \| \| 1973 \| Johan Cruyff (F. C. Barcelona)[n. 10] \| 96 \| Dino Zoff (Juventus F. C.) \| 47 \| Gerd Müller (F. C. Bayern) \| 44 \| \| 1974 \| Johan Cruyff (F. C. Barcelona) \| 116 \| Franz Beckenbauer (F. C. Bayern) \| 105 \| Kazimierz Deyna (K. P. Legia Warszawa) \| 35 \| \| 1975 \| Oleg Blojín (F. K. Dynamo Kiev) \| 122 \| Franz Beckenbauer (F. C. Bayern) \| 42 \| Johan Cruyff (F. C. Barcelona) \| 27 \| \| 1976 \| Franz Beckenbauer (F. C. Bayern) \| 91 \| Rob Rensenbrink (R. S. C. Anderlecht) \| 75 \| Ivo Viktor (F. K. Dukla Praga) \| 52 \| \| 1977 \| Allan Simonsen (Borussia Mönchengladbach) \| 74 \| Kevin Keegan (Hamburger S. V.)[n. 11] \| 71 \| Michel Platini (A. S. Nancy-Lorraine) \| 70 \| \| 1978 \| Kevin Keegan (Hamburger S. V.) \| 87 \| Hans Krankl (F. C. Barcelona)[n. 12] \| 81 \| Rob Rensenbrink (R. S. C. Anderlecht) \| 50 \| \| 1979 \| Kevin Keegan (Hamburger S. V.) \| 118 \| Karl-Heinz Rummenigge (F. C. Bayern) \| 52 \| Ruud Krol (A. F. C. Ajax) \| 41 \| \| 1980 \| Karl-Heinz Rummenigge (F. C. Bayern) \| 122 \| Bernd Schuster (F. C. Barcelona)[n. 13] \| 34 \| Michel Platini (A. S. Saint-Étienne) \| 33 \| \| 1981 \| Karl-Heinz Rummenigge (F. C. Bayern) \| 106 \| Paul Breitner (F. C. Bayern) \| 64 \| Bernd Schuster (F. C. Barcelona) \| 39 \| \| 1982 \| Paolo Rossi (Juventus F. C.) \| 115 \| Alain Giresse (F. C. Girondins de Bordeaux) \| 64 \| Zbigniew Boniek (Juventus F. C.)[n. 14] \| 53 \| \| 1983 \| Michel Platini (Juventus F. C.) \| 110 \| Kenny Dalglish (Liverpool F. C.) \| 26 \| Allan Simonsen (Vejle B. K.)[n. 15] \| 25 \| \| 1984 \| Michel Platini (Juventus F. C.) \| 128 \| Jean Tigana (F. C. Girondins de Bordeaux) \| 57 \| Preben Elkjær (A. C. Hellas Verona)[n. 16] \| 48 \| \| 1985 \| Michel Platini (Juventus F. C.) \| 127 \| Preben Elkjær (A. C. Hellas Verona) \| 71 \| Bernd Schuster (F. C. Barcelona) \| 46 \| \| 1986 \| Igor Belánov (F. K. Dynamo Kiev) \| 84 \| Gary Lineker (F. C. Barcelona)[n. 17] \| 62 \| Emilio Butragueño (Real Madrid C. F.) \| 59 \| \| 1987 \| Ruud Gullit (A. C. Milan)[n. 18] \| 106 \| Paulo Futre (Atlético de Madrid)[n. 19] \| 91 \| Emilio Butragueño (Real Madrid C. F.) \| 61 \| \| 1988 \| Marco van Basten (A. C. Milan) \| 129 \| Ruud Gullit (A. C. Milan) \| 88 \| Frank Rijkaard (A. C. Milan)[n. 20] \| 45 \| \| 1989 \| Marco van Basten (A. C. Milan) \| 119 \| Franco Baresi (A. C. Milan) \| 80 \| Frank Rijkaard (A. C. Milan) \| 43 \| \| 1990 \| Lothar Matthäus (F. C. Internazionale) \| 137 \| Salvatore Schillaci (Juventus F. C.) \| 84 \| Andreas Brehme (F. C. Internazionale) \| 68 \| \| 1991 \| Jean-Pierre Papin (Olympique de Marsella) \| 141 \| Dejan Savićević (Estrella Roja) Darko Pančev (Esrella Roja) Lothar Matthäus (F. C. Internazionale) \| 42 \| \| - \| \| 1992 \| Marco van Basten (A. C. Milan) \| 98 \| Hristo Stoichkov (F. C. Barcelona) \| 80 \| Dennis Bergkamp (A. F. C. Ajax) \| 53 \| \| 1993 \| Roberto Baggio (Juventus F. C.) \| 142 \| Dennis Bergkamp (F. C. Internazionale)[n. 10] \| 83 \| Éric Cantona (Manchester United F. C.) \| 34 \| \| 1994 \| Hristo Stoichkov (F. C. Barcelona) \| 210 \| Roberto Baggio (Juventus F. C.) \| 136 \| Paolo Maldini (A. C. Milan) \| 109 \| \| 1995 \| George Weah (A. C. Milan)[n. 21] \| 144 \| Jürgen Klinsmann (F. C. Bayern)[n. 22] \| 108 \| Jari Litmanen (A. F. C. Ajax) \| 67 \| \| 1996 \| Matthias Sammer (B. V. Borussia) \| 144 \| Ronaldo Nazário (F. C. Barcelona)[n. 18] \| 143 \| Alan Shearer (Newcastle United F. C.)[n. 23] \| 107 \| \| 1997 \| Ronaldo Nazário (F. C. Internazionale)[n. 9] \| 222 \| Predrag Mijatović (Real Madrid C. F.) \| 68 \| Zinedine Zidane (Juventus F. C.) \| 63 \| \| 1998 \| Zinedine Zidane (Juventus F. C.) \| 244 \| Davor Šuker (Real Madrid C. F.) \| 68 \| Ronaldo Nazário (F. C. Internazionale) \| 66 \| \| 1999 \| Rivaldo (F. C. Barcelona) \| 219 \| David Beckham (Manchester United F. C.) \| 154 \| Andriy Shevchenko (A. C. Milan)[n. 24] \| 64 \| \| 2000 \| Luís Figo (Real Madrid C. F.)[n. 9] \| 197 \| Zinedine Zidane (Juventus F. C.) \| 181 \| Andriy Shevchenko (A. C. Milan) \| 85 \| \| 2001 \| Michael Owen (Liverpool F. C.) \| 176 \| Raúl (Real Madrid C. F.) \| 140 \| Oliver Kahn (F. C. Bayern) \| 114 \| \| 2002 \| Ronaldo Nazário (Real Madrid C. F.)[n. 25] \| 169 \| Roberto Carlos (Real Madrid C. F.) \| 145 \| Oliver Kahn (F. C. Bayern) \| 110 \| \| 2003 \| Pavel Nedvěd (Juventus F. C.) \| 190 \| Thierry Henry (Arsenal F. C.) \| 128 \| Paolo Maldini (A. C. Milan) \| 123 \| \| 2004 \| Andriy Shevchenko (A. C. Milan) \| 175 \| Deco (F. C. Barcelona)[n. 19] \| 139 \| Ronaldinho (F. C. Barcelona) \| 133 \| \| 2005 \| Ronaldinho (F. C. Barcelona) \| 225 \| Frank Lampard (Chelsea F. C.) \| 148 \| Steven Gerrard (Liverpool F. C.) \| 142 \| \| 2006 \| Fabio Cannavaro (Real Madrid C. F.)[n. 26] \| 173 \| Gianluigi Buffon (Juventus F. C.) \| 124 \| Thierry Henry (Arsenal F. C.) \| 121 \| \| 2007 \| Kaká (A. C. Milan) \| 444 \| Cristiano Ronaldo (Manchester United F. C.) \| 277 \| Lionel Messi (F. C. Barcelona) \| 255 \| \| 2008 \| Cristiano Ronaldo (Manchester United F. C.) \| 446 \| Lionel Messi (F. C. Barcelona) \| 281 \| Fernando Torres (Liverpool F. C.) \| 179 \| \| 2009 \| Lionel Messi (F. C. Barcelona) \| 473 \| Cristiano Ronaldo (Real Madrid C. F.)[n. 27] \| 233 \| Xavi Hernández (F. C. Barcelona) \| 170 \| \| 2010[49] \| Lionel Messi (F. C. Barcelona) \| 22,65[50] \| Andrés Iniesta (F. C. Barcelona) \| 17,39 \| Xavi Hernández (F. C. Barcelona) \| 16,48 \| \| 2011[49] \| Lionel Messi (F. C. Barcelona) \| 47,88[51] \| Cristiano Ronaldo (Real Madrid C. F.) \| 21,60 \| Xavi Hernández (F. C. Barcelona) \| 9,23 \| \| 2012[49] \| Lionel Messi (F. C. Barcelona) \| 41,60[52] \| Cristiano Ronaldo (Real Madrid C. F.) \| 23,68 \| Andrés Iniesta (F. C. Barcelona) \| 10,91 \| \| 2013[49] \| Cristiano Ronaldo (Real Madrid C. F.) \| 27,99[53] \| Lionel Messi (F. C. Barcelona) \| 24,72 \| Franck Ribéry (F. C. Bayern) \| 23,36 \| \| 2014[49] \| Cristiano Ronaldo (Real Madrid C. F.) \| 37,66[54] \| Lionel Messi (F. C. Barcelona) \| 15,76 \| Manuel Neuer (F. C. Bayern) \| 15,72 \| \| 2015[49] \| Lionel Messi (F. C. Barcelona) \| 41,33[55] \| Cristiano Ronaldo (Real Madrid C. F.) \| 27,76 \| Neymar da Silva (F. C. Barcelona) \| 7,86 \| \| 2016 \| Cristiano Ronaldo (Real Madrid C. F.) \| 745 \| Lionel Messi (F. C. Barcelona) \| 316 \| Antoine Griezmann (Atlético de Madrid) \| 198 \| \| 2017 \| Cristiano Ronaldo (Real Madrid C. F.) \| 946 \| Lionel Messi (F. C. Barcelona) \| 670 \| Neymar da Silva (París Saint-Germain F. C.)[n. 28] \| 361 \| \| 2018 \| Luka Modrić (Real Madrid C. F.) \| 753 \| Cristiano Ronaldo (Juventus F. C.)[n. 29] \| 476 \| Antoine Griezmann (Atlético de Madrid) \| 414 \| \| 2019 \| Lionel Messi (F. C. Barcelona) \| 686 \| Virgil van Dijk (Liverpool F. C.) \| 679 \| Cristiano Ronaldo (Juventus F. C.) \| 476 \| \| En 2020, la revista France Football decidió no entregar el premio debido a que la pandemia de COVID-19 impidió el desarrollo normal de las ligas de fútbol del mundo, por lo que consideró que no hubo condiciones justas para entregarlo.[56][57] \| \| \| \| \| \| \| \| 2021 \| Lionel Messi (París Saint-Germain F. C.)[n. 30] \| 613 \| Robert Lewandowski (F. C. Bayern) \| 580 \| Jorginho Frello (Chelsea F. C.) \| 460 \| \| 2022 \| Karim Benzema (Real Madrid C. F.) \| 549 \| Sadio Mané (Liverpool F. C.) \| 195 \| Kevin De Bruyne (Manchester City F. C.) \| 173 \| \| 2023 \| Lionel Messi (Inter Miami C. F.)[n. 31] \| 462 \| Erling Haaland (Manchester City F. C.) \| 357 \| Kylian Mbappé (París Saint-Germain F. C.) \| 270 \| \| 2024[58] \| Rodri Hernández (Manchester City F. C.) \| 1170 \| Vinícius Júnior (Real Madrid C. F.) \| 1119 \| Jude Bellingham (Real Madrid C. F.) \| 927 \| |                                             |         | |         |                                                                           |         |
| Edición | Primero                                     | Primero | Segundo                                                                                            | Segundo | Tercero                                                                   | Tercero |
| - | Jugador                                     | Pts.    | Jugador                                                                                            | Pts.    | Jugador                                                                   | Pts.    |
| 1956 | Stanley Matthews (Blackpool F. C.)          | 47      | Alfredo Di Stéfano (Real Madrid C. F.)                                                             | 44      | Raymond Kopa (Real Madrid C. F.)                                          | 33      |
| 1957 | Alfredo Di Stéfano (Real Madrid C. F.)      | 72      | Billy Wright (Wolverhampton F. C.)                                                                 | 19      | Raymond Kopa (Real Madrid C. F.) Duncan Edwards (Manchester United F. C.) | 16      |
| 1958 | Raymond Kopa (Real Madrid C. F.)            | 71      | Helmut Rahn (Rot-Weiss Essen)                                                                      | 40      | Just Fontaine (Stade de Reims)                                            | 23      |
| 1959 | Alfredo Di Stéfano (Real Madrid C. F.)      | 80      | Raymond Kopa (Stade de Reims)                                                                      | 42      | John Charles (Juventus F. C.)                                             | 24      |
| 1960 | Luis Suárez (C. F. Barcelona)               | 54      | Ferenc Puskás (Real Madrid C. F.)                                                                  | 37      | Uwe Seeler (Hamburger S. V.)                                              | 33      |
| 1961 | Omar Sívori (Juventus F. C.)                | 46      | Luis Suárez (F. C. Internazionale)                                                                 | 40      | Johnny Haynes (Fulham F. C.)                                              | 22      |
| 1962 | Josef Masopust (F. K. Dukla Praga)          | 65      | Eusébio da Silva (S. L. Benfica)                                                                   | 53      | Karl-Heinz Schnellinger (F. C. Köln)                                      | 33      |
| 1963 | Lev Yashin (F. K. Dinamo Moskva)            | 73      | Gianni Rivera (A. C. Milan)                                                                        | 55      | Jimmy Greaves (Tottenham Hotspur F. C.)                                   | 50      |
| 1964 | Denis Law (Manchester United F. C.)         | 61      | Luis Suárez (F. C. Internazionale)                                                                 | 43      | Amancio Amaro (Real Madrid C. F.)                                         | 38      |
| 1965 | Eusébio da Silva (S. L. Benfica)            | 67      | Giacinto Facchetti (F. C. Internazionale)                                                          | 59      | Luis Suárez (F. C. Internazionale)                                        | 45      |
| 1966 | Bobby Charlton (Manchester United F. C.)    | 81      | Eusébio da Silva (S. L. Benfica)                                                                   | 80      | Franz Beckenbauer (F. C. Bayern)                                          | 59      |
| 1967 | Flórián Albert (Ferencváros T. C.)          | 68      | Bobby Charlton (Manchester United F. C.)                                                           | 40      | Jimmy Johnstone (Celtic F. C.)                                            | 39      |
| 1968 | George Best (Manchester United F. C.)       | 61      | Bobby Charlton (Manchester United F. C.)                                                           | 53      | Dragan Džajić (Estrella Roja)                                             | 46      |
| 1969 | Gianni Rivera (A. C. Milan)                 | 83      | Luigi Riva (Cagliari Calcio)                                                                       | 79      | Gerd Müller (F. C. Bayern)                                                | 38      |
| 1970 | Gerd Müller (F. C. Bayern)                  | 77      | Bobby Moore (West Ham United F. C.)                                                                | 70      | Luigi Riva (Cagliari Calcio)                                              | 65      |
| 1971 | Johan Cruyff (A. F. C. Ajax)                | 116     | Sandro Mazzola (F. C. Internazionale)                                                              | 57      | George Best (Manchester United F. C.)                                     | 56      |
| 1972 | Franz Beckenbauer (F. C. Bayern)            | 81      | Gerd Müller (F. C. Bayern) Günter Netzer (Borussia Mönchengladbach)                                | 79      |                                                                           | -       |
| 1973 | Johan Cruyff (F. C. Barcelona)              | 96      | Dino Zoff (Juventus F. C.)                                                                         | 47      | Gerd Müller (F. C. Bayern)                                                | 44      |
| 1974 | Johan Cruyff (F. C. Barcelona)              | 116     | Franz Beckenbauer (F. C. Bayern)                                                                   | 105     | Kazimierz Deyna (K. P. Legia Warszawa)                                    | 35      |
| 1975 | Oleg Blojín (F. K. Dynamo Kiev)             | 122     | Franz Beckenbauer (F. C. Bayern)                                                                   | 42      | Johan Cruyff (F. C. Barcelona)                                            | 27      |
| 1976 | Franz Beckenbauer (F. C. Bayern)            | 91      | Rob Rensenbrink (R. S. C. Anderlecht)                                                              | 75      | Ivo Viktor (F. K. Dukla Praga)                                            | 52      |
| 1977 | Allan Simonsen (Borussia Mönchengladbach)   | 74      | Kevin Keegan (Hamburger S. V.)                                                                     | 71      | Michel Platini (A. S. Nancy-Lorraine)                                     | 70      |
| 1978 | Kevin Keegan (Hamburger S. V.)              | 87      | Hans Krankl (F. C. Barcelona)                                                                      | 81      | Rob Rensenbrink (R. S. C. Anderlecht)                                     | 50      |
| 1979 | Kevin Keegan (Hamburger S. V.)              | 118     | Karl-Heinz Rummenigge (F. C. Bayern)                                                               | 52      | Ruud Krol (A. F. C. Ajax)                                                 | 41      |
| 1980 | Karl-Heinz Rummenigge (F. C. Bayern)        | 122     | Bernd Schuster (F. C. Barcelona)                                                                   | 34      | Michel Platini (A. S. Saint-Étienne)                                      | 33      |
| 1981 | Karl-Heinz Rummenigge (F. C. Bayern)        | 106     | Paul Breitner (F. C. Bayern)                                                                       | 64      | Bernd Schuster (F. C. Barcelona)                                          | 39      |
| 1982 | Paolo Rossi (Juventus F. C.)                | 115     | Alain Giresse (F. C. Girondins de Bordeaux)                                                        | 64      | Zbigniew Boniek (Juventus F. C.)                                          | 53      |
| 1983 | Michel Platini (Juventus F. C.)             | 110     | Kenny Dalglish (Liverpool F. C.)                                                                   | 26      | Allan Simonsen (Vejle B. K.)                                              | 25      |
| 1984 | Michel Platini (Juventus F. C.)             | 128     | Jean Tigana (F. C. Girondins de Bordeaux)                                                          | 57      | Preben Elkjær (A. C. Hellas Verona)                                       | 48      |
| 1985 | Michel Platini (Juventus F. C.)             | 127     | Preben Elkjær (A. C. Hellas Verona)                                                                | 71      | Bernd Schuster (F. C. Barcelona)                                          | 46      |
| 1986 | Igor Belánov (F. K. Dynamo Kiev)            | 84      | Gary Lineker (F. C. Barcelona)                                                                     | 62      | Emilio Butragueño (Real Madrid C. F.)                                     | 59      |
| 1987 | Ruud Gullit (A. C. Milan)                   | 106     | Paulo Futre (Atlético de Madrid)                                                                   | 91      | Emilio Butragueño (Real Madrid C. F.)                                     | 61      |
| 1988 | Marco van Basten (A. C. Milan)              | 129     | Ruud Gullit (A. C. Milan)                                                                          | 88      | Frank Rijkaard (A. C. Milan)                                              | 45      |
| 1989 | Marco van Basten (A. C. Milan)              | 119     | Franco Baresi (A. C. Milan)                                                                        | 80      | Frank Rijkaard (A. C. Milan)                                              | 43      |
| 1990 | Lothar Matthäus (F. C. Internazionale)      | 137     | Salvatore Schillaci (Juventus F. C.)                                                               | 84      | Andreas Brehme (F. C. Internazionale)                                     | 68      |
| 1991 | Jean-Pierre Papin (Olympique de Marsella)   | 141     | Dejan Savićević (Estrella Roja) Darko Pančev (Esrella Roja) Lothar Matthäus (F. C. Internazionale) | 42      |                                                                           | -       |
| 1992 | Marco van Basten (A. C. Milan)              | 98      | Hristo Stoichkov (F. C. Barcelona)                                                                 | 80      | Dennis Bergkamp (A. F. C. Ajax)                                           | 53      |
| 1993 | Roberto Baggio (Juventus F. C.)             | 142     | Dennis Bergkamp (F. C. Internazionale)                                                             | 83      | Éric Cantona (Manchester United F. C.)                                    | 34      |
| 1994 | Hristo Stoichkov (F. C. Barcelona)          | 210     | Roberto Baggio (Juventus F. C.)                                                                    | 136     | Paolo Maldini (A. C. Milan)                                               | 109     |
| 1995 | George Weah (A. C. Milan)                   | 144     | Jürgen Klinsmann (F. C. Bayern)                                                                    | 108     | Jari Litmanen (A. F. C. Ajax)                                             | 67      |
| 1996 | Matthias Sammer (B. V. Borussia)            | 144     | Ronaldo Nazário (F. C. Barcelona)                                                                  | 143     | Alan Shearer (Newcastle United F. C.)                                     | 107     |
| 1997 | Ronaldo Nazário (F. C. Internazionale)      | 222     | Predrag Mijatović (Real Madrid C. F.)                                                              | 68      | Zinedine Zidane (Juventus F. C.)                                          | 63      |
| 1998 | Zinedine Zidane (Juventus F. C.)            | 244     | Davor Šuker (Real Madrid C. F.)                                                                    | 68      | Ronaldo Nazário (F. C. Internazionale)                                    | 66      |
| 1999 | Rivaldo (F. C. Barcelona)                   | 219     | David Beckham (Manchester United F. C.)                                                            | 154     | Andriy Shevchenko (A. C. Milan)                                           | 64      |
| 2000 | Luís Figo (Real Madrid C. F.)               | 197     | Zinedine Zidane (Juventus F. C.)                                                                   | 181     | Andriy Shevchenko (A. C. Milan)                                           | 85      |
| 2001 | Michael Owen (Liverpool F. C.)              | 176     | Raúl (Real Madrid C. F.)                                                                           | 140     | Oliver Kahn (F. C. Bayern)                                                | 114     |
| 2002 | Ronaldo Nazário (Real Madrid C. F.)         | 169     | Roberto Carlos (Real Madrid C. F.)                                                                 | 145     | Oliver Kahn (F. C. Bayern)                                                | 110     |
| 2003 | Pavel Nedvěd (Juventus F. C.)               | 190     | Thierry Henry (Arsenal F. C.)                                                                      | 128     | Paolo Maldini (A. C. Milan)                                               | 123     |
| 2004 | Andriy Shevchenko (A. C. Milan)             | 175     | Deco (F. C. Barcelona)                                                                             | 139     | Ronaldinho (F. C. Barcelona)                                              | 133     |
| 2005 | Ronaldinho (F. C. Barcelona)                | 225     | Frank Lampard (Chelsea F. C.)                                                                      | 148     | Steven Gerrard (Liverpool F. C.)                                          | 142     |
| 2006 | Fabio Cannavaro (Real Madrid C. F.)         | 173     | Gianluigi Buffon (Juventus F. C.)                                                                  | 124     | Thierry Henry (Arsenal F. C.)                                             | 121     |
| 2007 | Kaká (A. C. Milan)                          | 444     | Cristiano Ronaldo (Manchester United F. C.)                                                        | 277     | Lionel Messi (F. C. Barcelona)                                            | 255     |
| 2008 | Cristiano Ronaldo (Manchester United F. C.) | 446     | Lionel Messi (F. C. Barcelona)                                                                     | 281     | Fernando Torres (Liverpool F. C.)                                         | 179     |
| 2009 | Lionel Messi (F. C. Barcelona)              | 473     | Cristiano Ronaldo (Real Madrid C. F.)                                                              | 233     | Xavi Hernández (F. C. Barcelona)                                          | 170     |
| 2010 | Lionel Messi (F. C. Barcelona)              | 22,65   | Andrés Iniesta (F. C. Barcelona)                                                                   | 17,39   | Xavi Hernández (F. C. Barcelona)                                          | 16,48   |
| 2011 | Lionel Messi (F. C. Barcelona)              | 47,88   | Cristiano Ronaldo (Real Madrid C. F.)                                                              | 21,60   | Xavi Hernández (F. C. Barcelona)                                          | 9,23    |
| 2012 | Lionel Messi (F. C. Barcelona)              | 41,60   | Cristiano Ronaldo (Real Madrid C. F.)                                                              | 23,68   | Andrés Iniesta (F. C. Barcelona)                                          | 10,91   |
| 2013 | Cristiano Ronaldo (Real Madrid C. F.)       | 27,99   | Lionel Messi (F. C. Barcelona)                                                                     | 24,72   | Franck Ribéry (F. C. Bayern)                                              | 23,36   |
| 2014 | Cristiano Ronaldo (Real Madrid C. F.)       | 37,66   | Lionel Messi (F. C. Barcelona)                                                                     | 15,76   | Manuel Neuer (F. C. Bayern)                                               | 15,72   |
| 2015 | Lionel Messi (F. C. Barcelona)              | 41,33   | Cristiano Ronaldo (Real Madrid C. F.)                                                              | 27,76   | Neymar da Silva (F. C. Barcelona)                                         | 7,86    |
| 2016 | Cristiano Ronaldo (Real Madrid C. F.)       | 745     | Lionel Messi (F. C. Barcelona)                                                                     | 316     | Antoine Griezmann (Atlético de Madrid)                                    | 198     |
| 2017 | Cristiano Ronaldo (Real Madrid C. F.)       | 946     | Lionel Messi (F. C. Barcelona)                                                                     | 670     | Neymar da Silva (París Saint-Germain F. C.)                               | 361     |
| 2018 | Luka Modrić (Real Madrid C. F.)             | 753     | Cristiano Ronaldo (Juventus F. C.)                                                                 | 476     | Antoine Griezmann (Atlético de Madrid)                                    | 414     |
| 2019 | Lionel Messi (F. C. Barcelona)              | 686     | Virgil van Dijk (Liverpool F. C.)                                                                  | 679     | Cristiano Ronaldo (Juventus F. C.)                                        | 476     |
| En 2020, la revista France Football decidió no entregar el premio debido a que la pandemia de COVID-19 impidió el desarrollo normal de las ligas de fútbol del mundo, por lo que consideró que no hubo condiciones justas para entregarlo. |                                             |         | |         |                                                                           |         |
| 2021 | Lionel Messi (París Saint-Germain F. C.)    | 613     | Robert Lewandowski (F. C. Bayern)                                                                  | 580     | Jorginho Frello (Chelsea F. C.)                                           | 460     |
| 2022 | Karim Benzema (Real Madrid C. F.)           | 549     | Sadio Mané (Liverpool F. C.)                                                                       | 195     | Kevin De Bruyne (Manchester City F. C.)                                   | 173     |
| 2023 | Lionel Messi (Inter Miami C. F.)            | 462     | Erling Haaland (Manchester City F. C.)                                                             | 357     | Kylian Mbappé (París Saint-Germain F. C.)                                 | 270     |
| 2024 | Rodri Hernández (Manchester City F. C.)     | 1170    | Vinícius Júnior (Real Madrid C. F.)                                                                | 1119    | Jude Bellingham (Real Madrid C. F.)                                       | 927     |

Nota *: Hasta 2021, club en el momento de recibir el premio. Desde 2022, club en la temporada del premio.
Un total de 46 futbolistas distintos han conseguido proclamarse vencedores, siendo diez de ellos los únicos que han conseguido lograrlo más de una vez, y veinticinco los que consiguieron ganarlo y aparecer al menos una vez más entre los tres mejores. En las ediciones de 1957 y 1991 hubo cuatro jugadores galardonados, ya que hubo empate a puntos entre alguno de los tres primeros puestos finales. La federación de Argentina domina el palmarés con ocho galardones, seguida de Alemania, Portugal, Francia y Países Bajos con siete. Alemania, Francia e Italia son quienes más ganadores distintos aportan con cinco.
Lionel Messi, con catorce, Cristiano Ronaldo con doce, Michel Platini y Franz Beckenbauer (ambos con cinco) son los jugadores que más podios lograron entre los 119 que alguna vez han copado el podio final.
Nota: en negrita ediciones ganadas. En cursiva ediciones finalista.
Incluidos Balón de Oro y FIFA Balón de Oro.
| Jugador               | B. Oro | B. Plata | B. Bronce | Años galardonado                                                                   |
| --------------------- | ------ | -------- | --------- | ---------------------------------------------------------------------------------- |
| Lionel Messi          | 8      | 5        | 1         | 2007, 2008, 2009, 2010, 2011, 2012, 2013, 2014, 2015, 2016, 2017, 2019, 2021, 2023 |
| Cristiano Ronaldo     | 5      | 6        | 1         | 2007, 2008, 2009, 2011, 2012, 2013, 2014, 2015, 2016, 2017, 2018, 2019             |
| Michel Platini        | 3      | -        | 2         | 1977, 1980, 1983, 1984, 1985                                                       |
| Johan Cruyff          | 3      | -        | 1         | 1971, 1973, 1974, 1975                                                             |
| Marco van Basten      | 3      | -        | -         | 1988, 1989, 1992                                                                   |
| Franz Beckenbauer     | 2      | 2        | 1         | 1966, 1972, 1974, 1975, 1976                                                       |
| Ronaldo Nazário       | 2      | 1        | 1         | 1996, 1997, 1998, 2002                                                             |
| Alfredo Di Stéfano *  | 2      | 1        | -         | 1956, 1957, 1959                                                                   |
| Kevin Keegan          | 2      | 1        | -         | 1977, 1978, 1979                                                                   |
| Karl-Heinz Rummenigge | 2      | 1        | -         | 1979, 1980, 1981                                                                   |
| Luis Suárez           | 1      | 2        | 1         | 1960, 1961, 1964, 1965                                                             |
| Eusébio da Silva      | 1      | 2        | -         | 1962, 1965, 1966                                                                   |
| Bobby Charlton        | 1      | 2        | -         | 1966, 1967, 1968                                                                   |
| Raymond Kopa          | 1      | 1        | 2         | 1956, 1957, 1958, 1959                                                             |
| Gerd Müller           | 1      | 1        | 2         | 1969, 1970, 1972, 1973                                                             |
| Zinedine Zidane       | 1      | 1        | 1         | 1997, 1998, 2000                                                                   |
| Gianni Rivera         | 1      | 1        | -         | 1963, 1969                                                                         |
| Ruud Gullit           | 1      | 1        | -         | 1987, 1988                                                                         |
| Lothar Matthäus       | 1      | 1        | -         | 1990, 1991                                                                         |
| Roberto Baggio        | 1      | 1        | -         | 1993, 1994                                                                         |
| Hristo Stoichkov      | 1      | 1        | -         | 1992, 1994                                                                         |
| Andriy Shevchenko     | 1      | -        | 2         | 1999, 2000, 2004                                                                   |
| George Best           | 1      | -        | 1         | 1968, 1971                                                                         |
| Allan Simonsen        | 1      | -        | 1         | 1977, 1983                                                                         |
| Ronaldinho            | 1      | -        | 1         | 2004, 2005                                                                         |
| Stanley Matthews      | 1      | -        | -         | 1956                                                                               |
| Omar Sívori           | 1      | -        | -         | 1961                                                                               |
| Josef Masopust        | 1      | -        | -         | 1962                                                                               |
| Lev Yashin            | 1      | -        | -         | 1963                                                                               |
| Denis Law             | 1      | -        | -         | 1964                                                                               |
| Flórián Albert        | 1      | -        | -         | 1967                                                                               |
| Oleg Blojín           | 1      | -        | -         | 1975                                                                               |
| Paolo Rossi           | 1      | -        | -         | 1982                                                                               |
| Igor Belánov          | 1      | -        | -         | 1986                                                                               |
| Jean-Pierre Papin     | 1      | -        | -         | 1991                                                                               |
| George Weah           | 1      | -        | -         | 1995                                                                               |
| Matthias Sammer       | 1      | -        | -         | 1996                                                                               |
| Rivaldo               | 1      | -        | -         | 1999                                                                               |
| Luís Figo             | 1      | -        | -         | 2000                                                                               |
| Michael Owen          | 1      | -        | -         | 2001                                                                               |
| Pavel Nedvěd          | 1      | -        | -         | 2003                                                                               |
| Fabio Cannavaro       | 1      | -        | -         | 2006                                                                               |
| Kaká                  | 1      | -        | -         | 2007                                                                               |
| Luka Modrić           | 1      | -        | -         | 2018                                                                               |
| Karim Benzema         | 1      | -        | -         | 2022                                                                               |
| Rodri Hernández       | 1      | -        | -         | 2024                                                                               |

| Mostrar todos           | Mostrar todos | Mostrar todos | Mostrar todos | Mostrar todos    |
| Jugador                 | B. Oro        | B. Plata      | B. Bronce     | Años galardonado |
| ----------------------- | ------------- | ------------- | ------------- | ---------------- |
| Bernd Schuster          | -             | 1             | 2             | 1980, 1981, 1985 |
| Luigi Riva              | -             | 1             | 1             | 1969, 1970       |
| Rob Rensenbrink         | -             | 1             | 1             | 1976, 1978       |
| Preben Elkjær           | -             | 1             | 1             | 1984, 1985       |
| Dennis Bergkamp         | -             | 1             | 1             | 1992, 1993       |
| Thierry Henry           | -             | 1             | 1             | 2003, 2006       |
| Andrés Iniesta          | -             | 1             | 1             | 2010, 2012       |
| Billy Wright            | -             | 1             | -             | 1957             |
| Helmut Rahn             | -             | 1             | -             | 1958             |
| Ferenc Puskás           | -             | 1             | -             | 1960             |
| Giacinto Facchetti      | -             | 1             | -             | 1965             |
| Bobby Moore             | -             | 1             | -             | 1970             |
| Sandro Mazzola          | -             | 1             | -             | 1971             |
| Günter Netzer           | -             | 1             | -             | 1972             |
| Dino Zoff               | -             | 1             | -             | 1973             |
| Hans Krankl             | -             | 1             | -             | 1978             |
| Paul Breitner           | -             | 1             | -             | 1981             |
| Alain Giresse           | -             | 1             | -             | 1982             |
| Kenny Dalglish          | -             | 1             | -             | 1983             |
| Jean Tigana             | -             | 1             | -             | 1984             |
| Gary Lineker            | -             | 1             | -             | 1986             |
| Paulo Futre             | -             | 1             | -             | 1987             |
| Franco Baresi           | -             | 1             | -             | 1989             |
| Salvatore Schillaci     | -             | 1             | -             | 1990             |
| Dejan Savićević         | -             | 1             | -             | 1991             |
| Darko Pančev            | -             | 1             | -             | 1991             |
| Jürgen Klinsmann        | -             | 1             | -             | 1995             |
| Peđa Mijatović          | -             | 1             | -             | 1997             |
| Davor Šuker             | -             | 1             | -             | 1998             |
| David Beckham           | -             | 1             | -             | 1999             |
| Raúl González           | -             | 1             | -             | 2001             |
| Roberto Carlos          | -             | 1             | -             | 2002             |
| Deco                    | -             | 1             | -             | 2004             |
| Frank Lampard           | -             | 1             | -             | 2005             |
| Gianluigi Buffon        | -             | 1             | -             | 2006             |
| Virgil van Dijk         | -             | 1             | -             | 2019             |
| Robert Lewandowski      | -             | 1             | -             | 2021             |
| Sadio Mané              | -             | 1             | -             | 2022             |
| Erling Haaland          | -             | 1             | -             | 2023             |
| Vinícius Júnior         | -             | 1             | -             | 2024             |
| Xavi Hernández          | -             | -             | 3             | 2009, 2010, 2011 |
| Emilio Butragueño       | -             | -             | 2             | 1986, 1987       |
| Frank Rijkaard          | -             | -             | 2             | 1988, 1989       |
| Paolo Maldini           | -             | -             | 2             | 1994, 2003       |
| Oliver Kahn             | -             | -             | 2             | 2001, 2002       |
| Neymar da Silva         | -             | -             | 2             | 2015, 2017       |
| Antoine Griezmann       | -             | -             | 2             | 2016, 2018       |
| Duncan Edwards          | -             | -             | 1             | 1957             |
| Just Fontaine           | -             | -             | 1             | 1958             |
| John Charles            | -             | -             | 1             | 1959             |
| Uwe Seeler              | -             | -             | 1             | 1960             |
| Johnny Haynes           | -             | -             | 1             | 1961             |
| Karl-Heinz Schnellinger | -             | -             | 1             | 1962             |
| Jimmy Greaves           | -             | -             | 1             | 1963             |
| Amancio Amaro           | -             | -             | 1             | 1964             |
| Jimmy Johnstone         | -             | -             | 1             | 1967             |
| Dragan Džajić           | -             | -             | 1             | 1968             |
| Kazimierz Deyna         | -             | -             | 1             | 1974             |
| Ivo Viktor              | -             | -             | 1             | 1976             |
| Ruud Krol               | -             | -             | 1             | 1979             |
| Zbigniew Boniek         | -             | -             | 1             | 1982             |
| Andreas Brehme          | -             | -             | 1             | 1990             |
| Éric Cantona            | -             | -             | 1             | 1993             |
| Jari Litmanen           | -             | -             | 1             | 1995             |
| Alan Shearer            | -             | -             | 1             | 1996             |
| Steven Gerrard          | -             | -             | 1             | 2005             |
| Fernando Torres         | -             | -             | 1             | 2008             |
| Franck Ribéry           | -             | -             | 1             | 2013             |
| Manuel Neuer            | -             | -             | 1             | 2014             |
| Jorginho Frello         | -             | -             | 1             | 2021             |
| Kevin De Bruyne         | -             | -             | 1             | 2022             |
| Kylian Mbappé           | -             | -             | 1             | 2023             |
| Jude Bellingham         | -             | -             | 1             | 2024             |

Nota *: No incluido el Super Balón de Oro de 1989.

## Historial femenino
La categoría femenina no fue instaurada hasta el año 2010, fecha en la que el Balón de Oro se fusionó con el Jugador Mundial de la FIFA para conformar el FIFA Balón de Oro. Bajo la denominación de Jugador Mundial de la FIFA sí había una categoría femenina que designaba a la mejor jugadora desde el año 2001. Estas designaciones sin embargo no se computaron en el historial del Balón de Oro, que tras desligarse de la FIFA y volver a ser exclusividad de la revista France Football no lo instauró hasta el año 2018.
Nombres y banderas según la época.
| \| Edición \| Primera \| Primera \| Segunda \| Segunda \| Tercera \| Tercera \| \| \| -------------------------------------------------------------------------------------------------------------------------------------------------------------------------------------------------------------------------------------------------- \| ----------------------------------------------- \| --------- \| ----------------------------------------------------- \| ------- \| ------------------------------------------- \| ------- \| ---- \| \| Edición \| \| Jugador \| Pts. \| Jugador \| Pts. \| Jugador \| Pts. \| \| Desde 2001 y hasta 2009 era el Jugador Mundial de la FIFA quien designaba a la mejor jugadora hasta la instauración de la categoría femenina en el FIFA Balón de Oro. \| \| \| \| \| \| \| \| \| 2010[49] \| Marta Vieira da Silva (F. C. Gold Pride)[n. 32] \| 38,20[50] \| Birgit Prinz (F. F. C. Frankfurt) \| 15,18 \| Fatmire Bajramaj (F. F. C. Turbine Potsdam) \| 9,96 \| \| \| 2011[49] \| Homare Sawa (I. A. C. Kobe Leonessa) \| 28,51[51] \| Marta Vieira da Silva (Western New York Flash)[n. 33] \| 17,28 \| Abby Wambach (MagicJack) \| 13,26 \| \| \| 2012[49] \| Abby Wambach (MagicJack) \| 20,67[52] \| Marta Vieira da Silva (Tyresö F. F.)[n. 34] \| 13,50 \| Alex Morgan (Sounders Women) \| 10,87 \| \| \| 2013[49] \| Nadine Angerer (Brisbane Roar F. C.)[n. 35] \| 17,97[53] \| Abby Wambach (Western New York Flash) \| 15,49 \| Marta Vieira da Silva (Tyresö F. F.) \| 14,43 \| \| \| 2014[49] \| Nadine Keßler (VfL Wolfsburg) \| 17,52[54] \| Marta Vieira da Silva (F. C. Rosengård)[n. 36] \| 14,16 \| Abby Wambach (Western New York Flash) \| 13,33 \| \| \| 2015[49] \| Carli Lloyd (Houston Dash) \| 17,52[55] \| Célia Šašić (F. F. C. Frankfurt) \| 14,16 \| Aya Miyama (Okayama Yunogo Belle) \| 13,33 \| \| \| Desde 2016 y hasta 2018 es el The Best FIFA, sucesor histórico del Jugador Mundial de la FIFA, quien designaba a la mejor jugadora hasta la instauración del Balón de Oro Femenino. \| \| \| \| \| \| \| \| \| 2018 \| Ada Hegerberg (Olympique Lyonnais) \| 136[60] \| Pernille Harder (VfL Wolfsburg) \| 130 \| Dzsenifer Marozsán (Olympique Lyonnais) \| 86 \| \| \| 2019 \| Megan Rapinoe (Seattle Reign F. C.) \| 230 \| Lucy Bronze (Olympique Lyonnais) \| 94 \| Alex Morgan (Orlando Pride) \| 68 \| \| \| En 2020, la revista France Football decidió no entregar el premio debido a que la pandemia de COVID-19 impidió el desarrollo normal de las ligas de fútbol del mundo, por lo que consideró que no hubo condiciones justas para entregarlo.[56][57] \| \| \| \| \| \| \| \| \| 2021 \| Alexia Putellas (F. C. Barcelona) \| 186 \| Jennifer Hermoso (F. C. Barcelona) \| 84 \| Sam Kerr (Chelsea F. C.) \| 46 \| \| \| 2022 \| Alexia Putellas (F. C. Barcelona) \| 178 \| Beth Mead (Arsenal F. C.) \| 152 \| Sam Kerr (Chelsea F. C.) \| 74 \| \| \| 2023 \| Aitana Bonmatí (F. C. Barcelona) \| 263 \| Sam Kerr (Chelsea F. C.) \| 87 \| Salma Paralluelo (F. C. Barcelona) \| 49 \| \| \| 2024 \| Aitana Bonmatí (F. C. Barcelona) \| 675 \| Caroline Graham Hansen (F. C. Barcelona) \| 392 \| Salma Paralluelo (F. C. Barcelona) \| 246 \| \| |                                          |         |                                                |         |                                             |         |      |
| Edición | Primera                                  | Primera | Segunda                                        | Segunda | Tercera                                     | Tercera |      |
| Edición |                                          | Jugador | Pts.                                           | Jugador | Pts.                                        | Jugador | Pts. |
| Desde 2001 y hasta 2009 era el Jugador Mundial de la FIFA quien designaba a la mejor jugadora hasta la instauración de la categoría femenina en el FIFA Balón de Oro. |                                          |         |                                                |         |                                             |         |      |
| 2010 | Marta Vieira da Silva (F. C. Gold Pride) | 38,20   | Birgit Prinz (F. F. C. Frankfurt)              | 15,18   | Fatmire Bajramaj (F. F. C. Turbine Potsdam) | 9,96    |      |
| 2011 | Homare Sawa (I. A. C. Kobe Leonessa)     | 28,51   | Marta Vieira da Silva (Western New York Flash) | 17,28   | Abby Wambach (MagicJack)                    | 13,26   |      |
| 2012 | Abby Wambach (MagicJack)                 | 20,67   | Marta Vieira da Silva (Tyresö F. F.)           | 13,50   | Alex Morgan (Sounders Women)                | 10,87   |      |
| 2013 | Nadine Angerer (Brisbane Roar F. C.)     | 17,97   | Abby Wambach (Western New York Flash)          | 15,49   | Marta Vieira da Silva (Tyresö F. F.)        | 14,43   |      |
| 2014 | Nadine Keßler (VfL Wolfsburg)            | 17,52   | Marta Vieira da Silva (F. C. Rosengård)        | 14,16   | Abby Wambach (Western New York Flash)       | 13,33   |      |
| 2015 | Carli Lloyd (Houston Dash)               | 17,52   | Célia Šašić (F. F. C. Frankfurt)               | 14,16   | Aya Miyama (Okayama Yunogo Belle)           | 13,33   |      |
| Desde 2016 y hasta 2018 es el The Best FIFA, sucesor histórico del Jugador Mundial de la FIFA, quien designaba a la mejor jugadora hasta la instauración del Balón de Oro Femenino. |                                          |         |                                                |         |                                             |         |      |
| 2018 | Ada Hegerberg (Olympique Lyonnais)       | 136     | Pernille Harder (VfL Wolfsburg)                | 130     | Dzsenifer Marozsán (Olympique Lyonnais)     | 86      |      |
| 2019 | Megan Rapinoe (Seattle Reign F. C.)      | 230     | Lucy Bronze (Olympique Lyonnais)               | 94      | Alex Morgan (Orlando Pride)                 | 68      |      |
| En 2020, la revista France Football decidió no entregar el premio debido a que la pandemia de COVID-19 impidió el desarrollo normal de las ligas de fútbol del mundo, por lo que consideró que no hubo condiciones justas para entregarlo. |                                          |         |                                                |         |                                             |         |      |
| 2021 | Alexia Putellas (F. C. Barcelona)        | 186     | Jennifer Hermoso (F. C. Barcelona)             | 84      | Sam Kerr (Chelsea F. C.)                    | 46      |      |
| 2022 | Alexia Putellas (F. C. Barcelona)        | 178     | Beth Mead (Arsenal F. C.)                      | 152     | Sam Kerr (Chelsea F. C.)                    | 74      |      |
| 2023 | Aitana Bonmatí (F. C. Barcelona)         | 263     | Sam Kerr (Chelsea F. C.)                       | 87      | Salma Paralluelo (F. C. Barcelona)          | 49      |      |
| 2024 | Aitana Bonmatí (F. C. Barcelona)         | 675     | Caroline Graham Hansen (F. C. Barcelona)       | 392     | Salma Paralluelo (F. C. Barcelona)          | 246     |      |

### Palmarés femenino
Un total de 10 futbolistas distintas han conseguido proclamarse vencedoras, siendo Alexia Putellas y Aitana Bonmatí las únicas capaces de sumar dos galardones, y además de forma consecutiva, hasta la fecha. Las federaciones de Estados Unidos, Alemania y España dominan el palmarés con tres, dos y dos jugadoras vencedoras respectivamente, siendo las teutonas quienes más jugadoras distintas aportan en el podio con seis.
Marta Vieira da Silva (con cinco) y Abby Wambach (con cuatro) son las jugadoras que más podios lograron entre las que alguna vez han copado el podio final.
Nota: en negrita ediciones ganadas. En cursiva ediciones finalista.
Incluidos Balón de Oro y FIFA Balón de Oro.
| Jugador               | B. Oro | B. Plata | B. Bronce |                              |
| --------------------- | ------ | -------- | --------- | ---------------------------- |
| Alexia Putellas       | 2      | -        | -         | 2021, 2022                   |
| Aitana Bonmatí        | 2      | -        | -         | 2023, 2024                   |
| Marta Vieira da Silva | 1      | 3        | 1         | 2010, 2011, 2012, 2013, 2014 |
| Abby Wambach          | 1      | 1        | 2         | 2011, 2012, 2013, 2014       |
| Homare Sawa           | 1      | -        | -         | 2011                         |
| Nadine Angerer        | 1      | -        | -         | 2013                         |
| Nadine Keßler         | 1      | -        | -         | 2014                         |
| Carli Lloyd           | 1      | -        | -         | 2015                         |
| Ada Hegerberg         | 1      | -        | -         | 2018                         |
| Megan Rapinoe         | 1      | -        | -         | 2019                         |

| Mostrar todas          | Mostrar todas | Mostrar todas | Mostrar todas | Mostrar todas    |
| Jugador                | B. Oro        | B. Plata      | B. Bronce     | Años galardonado |
| ---------------------- | ------------- | ------------- | ------------- | ---------------- |
| Sam Kerr               | -             | 1             | 2             | 2021, 2022, 2023 |
| Birgit Prinz           | -             | 1             | -             | 2010             |
| Célia Šašić            | -             | 1             | -             | 2015             |
| Pernille Harder        | -             | 1             | -             | 2018             |
| Lucy Bronze            | -             | 1             | -             | 2019             |
| Jennifer Hermoso       | -             | 1             | -             | 2021             |
| Beth Mead              | -             | 1             | -             | 2022             |
| Caroline Graham Hansen | -             | 1             | -             | 2024             |
| Alex Morgan            | -             | -             | 2             | 2012, 2019       |
| Salma Paralluelo       | -             | -             | 2             | 2023, 2024       |
| Fatmire Bajramaj       | -             | -             | 1             | 2010             |
| Aya Miyama             | -             | -             | 1             | 2015             |
| Dzsenifer Marozsán     | -             | -             | 1             | 2018             |

## Balones de Oro especiales
La revista France Football ha entregado dos Balones de Oro especiales a lo largo de su historia, coincidiendo con dos fechas especiales. Del mismo modo la FIFA bajo la fusión del premio entregó también un Balón de Oro especial.

### Super Balón de Oro
El primer Balón de Oro especial se lo concedieron al jugador Alfredo Di Stéfano, en diciembre de 1989, bajo la denominación de Super Balón de Oro. Este fue elegido por votación y su candidatura se impuso a la de Johan Cruyff y Michel Platini.

### Balón de Oro Honorífico
El segundo Balón de Oro especial fue concedido a Diego Armando Maradona, en 1995, bajo la denominación de Balón de Oro Honorífico. Maradona no había recibido ningún Balón de Oro hasta esa fecha, ya que solo podían optar a este jugadores con la nacionalidad europea y él no la tenía. Este galardón especial coincidió con el primer año en el que la revista francesa entregaba el Balón de Oro a un jugador con una nacionalidad no europea, George Weah.

### FIFA Balón de Oro Honorífico
En la gala celebrada el 13 de enero de 2014, se otorgó un tercer Balón de Oro especial, un FIFA Balón de Oro Honorífico al exfutbolista brasileño Pelé, por sus notables aportes al fútbol. Es el tercer balón de oro honorífico que se ha entregado, en toda la historia del Balón de Oro. El expresidente de la FIFA, Joseph Blatter, destacó los aportes del brasileño y su enorme influencia. Mientras que otro directivo del diario francés L'Équipe le resaltó como un verdadero símbolo del fútbol mundial:

«Cuando pensamos en fútbol, un nombre se sitúa por encima de todos los demás. Ningún jugador ha tenido tanta influencia sobre este deporte ni sobre tantas personas como él. Su inspiración y su habilidad serán eternas». Joseph Blatter, Presidente de la FIFA.
 «Ha sido un verdadero embajador del fútbol y una referencia para otros jugadores. Y pocos han llegado cerca de lo que él consiguió». François Morinière, Director de L'Équipe.

### Dream Team
Debido a la pandemia de COVID-19 que obligó a cancelar numerosos campeonatos y torneos de la temporada 2019-20 (durante su año natural de 2020 en el que fue su época más cruda en cuanto a contagios y que obligó a los diferentes gobiernos y organismos a suspender los encuentros deportivos en todo el mundo), resultó en un atípico curso dentro del calendario futbolístico con apenas partidos disputados. Debido a ello, la revista francesa France Football decidió que por primera vez desde que se instaurase el galardón, este no sería entregado tras manifestar lo siguiente:

“"Por primera vez en la historia, desde 1956, el Balón de Oro de France Football no será atribuido en 2020 pues no se dan las suficientes condiciones de igualdad. Se trata de un año singular que no debe ser tratado como uno ordinario y que la equidad en el trato a todos los jugadores no se da en 2020 ni a nivel estadístico ni de preparación, ya que los aspirantes a la recompensa no han podido participar en la temporada de la misma manera.”
France Football. 20 de julio de 2020.

Pese a ello, aprovechó la ocasión para rendir homenaje a la historia del fútbol otorgando unos balones de oro conmemorativos a los que consideró mejores futbolistas dentro del mejor once de la historia. Denominado como Ballon D'Or Dream Team bajo un sistema de juego 3-4-3, no estuvo exento de polémica al dar a conocer los preseleccionados, con notables ausencias, o jugadores designados en posiciones que no eran aquellas en las que desarrollaron su carrera deportiva. Entre las ausencias más notables, por citar algunas, estuvieron Oliver Kahn, Carles Puyol, Javier Zanetti, Ruud Krol, Dani Alves, Ashley Cole, Patrick Vieira, Claude Makélélé, Gennaro Gattuso, Michael Laudrup, Paco Gento, Paul Scholes, Raúl González, Romário, Enzo Francescoli, Alessandro Del Piero, Daniel Passarella, Hugo Sánchez, Miroslav Klose, Gabriel Batistuta, Radamel Falcao, Mario Kempes o Robert Lewandowski. A ellos cabría sumar las ausencias de aquellos jugadores que no fueron incluidos pese a ser galardonados por la propia revista como Balones de Oro, como fueron Omar Sívori, Denis Law, Flórián Albert, Allan Simonsen, Paolo Rossi, Ígor Belánov, Jean-Pierre Papin, Michael Owen, Pavel Nedvěd, Andriy Shevchenko, Kaká y Luka Modrić.
El 14 de diciembre de 2020 se anunció finalmente los once futbolistas que conformaron el Dream Team, que eligieron 140 corresponsales de diversos diarios o revistas de todo el mundo de entre los futbolistas preseleccionados. Del mismo modo se anunciaron el segundo y tercer mejor equipo, cuyas posiciones finales de los tres onces suscitaron igual polémica, algo a resaltar ya que algunas de las críticas vienen de medios que han sido los votantes de los resultados finales como el diario As de España.
| Once histórico | Sistema | Portero          | Defensores                                  | Centrocampistas                | Centrocampistas                    | Delanteros                                 |
| Once histórico | Sistema | Portero          | Defensores                                  | Defensivos                     | Ofensivos                          | Delanteros                                 |
| -------------- | ------- | ---------------- | ------------------------------------------- | ------------------------------ | ---------------------------------- | ------------------------------------------ |
| Once de Oro    | 3-4-3   | Lev Yashin       | Paolo Maldini Franz Beckenbauer Cafú        | Lothar Matthäus Xavi Hernández | Diego Maradona Pelé                | Cristiano Ronaldo Ronaldo Lionel Messi     |
| Once de Plata  | 3-4-3   | Gianluigi Buffon | Roberto Carlos Franco Baresi Carlos Alberto | Frank Rijkaard Andrea Pirlo    | Alfredo Di Stéfano Zinedine Zidane | Ronaldinho Johan Cruyff Garrincha          |
| Once de Bronce | 3-4-3   | Manuel Neuer     | Paul Breitner Sergio Ramos Philipp Lahm     | Didí Johan Neeskens            | Andrés Iniesta Michel Platini      | Thierry Henry Marco van Basten George Best |

## Premios adicionales

### Club masculino del año
En 2021 se instauró el reconocimiento al mejor club masculino del mundo, y el primer ganador fue el Chelsea Football Club.
| Edición | Club                  |
| ------- | --------------------- |
| 2021    | Chelsea F. C.         |
| 2022    | Manchester City F. C. |
| 2023    | Manchester City F. C. |
| 2024    | Real Madrid C. F.     |

### Club femenino del año
En 2023 se instauró el reconocimiento al mejor club femenino del mundo, y el primer ganador fue el Fútbol Club Barcelona.
| Edición | Club            |
| ------- | --------------- |
| 2023    | F. C. Barcelona |
| 2024    | F. C. Barcelona |

### Trofeo Gerd Müller
En 2021 se estableció el trofeo Delantero del año en reconocimiento al delantero que marcara más goles durante el año natural. En la entrega siguiente se cambió el nombre a Trofeo Gerd Müller como homenaje al futbolista alemán Gerd Müller y el criterio de evaluación consideraría los goles hechos durante la temporada futbolística y no al año calendario.
| Edición | Jugador                  | Equipo                                                                                   | Total de goles |
| ------- | ------------------------ | ---------------------------------------------------------------------------------------- | -------------- |
| 2021    | Robert Lewandowski       | Bayern Múnich y Selección de Polonia                                                     | 69             |
| 2022    | Robert Lewandowski       | Bayern Múnich y Selección de Polonia                                                     | 57             |
| 2023    | Erling Haaland           | Manchester City y Selección de Noruega                                                   | 56             |
| 2024    | Harry Kane Kylian Mbappé | Bayern Múnich y Selección de Inglaterra Paris Saint-Germain F. C. y Selección de Francia | 52             |

### Trofeo Johan Cruyff
A partir de la edición de 2024 se empezó a entregar el reconocimiento al mejor entrenador de clubes masculinos y femeninos del año, bajo la denominación de Trofeo Johan Cruyff.
Nombres y banderas según la época.
| \| Edición \| Primero \| Primero \| Segundo \| Segundo \| Tercero \| Tercero \| \| - \| Entrenador \| Pts. \| Entrenador \| Pts. \| Entrenador \| Pts. \| \| ------------------------------------------------------------------------------------------------------------------------------------------------- \| ---------------------------------------- \| --------- \| --------------------------------------- \| ------- \| --------------------------------------- \| ------- \| \| 2010[49] \| José Mourinho (Real Madrid C. F.)[n. 37] \| 35,92[50] \| Vicente del Bosque (España) \| 33,08 \| Pep Guardiola (F. C. Barcelona) \| 8,45 \| \| 2011[49] \| Pep Guardiola (F. C. Barcelona) \| 41,90[51] \| Alex Ferguson (Manchester United F. C.) \| 15,59 \| José Mourinho (Real Madrid C. F.) \| 12,43 \| \| 2012[49] \| Vicente del Bosque (España) \| 34,51[52] \| José Mourinho (Real Madrid C. F.) \| 20,49 \| Pep Guardiola (F. C. Barcelona) \| 12,91 \| \| 2013[49] \| Jupp Heynckes (F. C. Bayern) \| 37,09[53] \| Jürgen Klopp (B. V. Borussia) \| 15,61 \| Alex Ferguson (Manchester United F. C.) \| 14,60 \| \| 2014[49] \| Joachim Löw (Alemania) \| 36,23[54] \| Carlo Ancelotti (Real Madrid C. F.) \| 22,06 \| Diego Simeone (Atlético de Madrid) \| 19,02 \| \| 2015[49] \| Luis Enrique (F. C. Barcelona) \| 31,08[55] \| Pep Guardiola (F. C. Bayern) \| 22,97 \| Jorge Sampaoli (Chile) \| 9,47 \| \| Desde 2016 y hasta 2023 es el The Best FIFA quien designaba al mejor entrenador hasta la instauración del premio al Entrenador Masculino del Año. \| \| \| \| \| \| \| \| 2024 \| Carlo Ancelotti (Real Madrid C. F.) \| \| Xabi Alonso (Bayer Leverkusen) \| \| Luis de la Fuente (España) \| \| |                                     |         |                                         |         |                                         |         |
| Edición | Primero                             | Primero | Segundo                                 | Segundo | Tercero                                 | Tercero |
| - | Entrenador                          | Pts.    | Entrenador                              | Pts.    | Entrenador                              | Pts.    |
| 2010 | José Mourinho (Real Madrid C. F.)   | 35,92   | Vicente del Bosque (España)             | 33,08   | Pep Guardiola (F. C. Barcelona)         | 8,45    |
| 2011 | Pep Guardiola (F. C. Barcelona)     | 41,90   | Alex Ferguson (Manchester United F. C.) | 15,59   | José Mourinho (Real Madrid C. F.)       | 12,43   |
| 2012 | Vicente del Bosque (España)         | 34,51   | José Mourinho (Real Madrid C. F.)       | 20,49   | Pep Guardiola (F. C. Barcelona)         | 12,91   |
| 2013 | Jupp Heynckes (F. C. Bayern)        | 37,09   | Jürgen Klopp (B. V. Borussia)           | 15,61   | Alex Ferguson (Manchester United F. C.) | 14,60   |
| 2014 | Joachim Löw (Alemania)              | 36,23   | Carlo Ancelotti (Real Madrid C. F.)     | 22,06   | Diego Simeone (Atlético de Madrid)      | 19,02   |
| 2015 | Luis Enrique (F. C. Barcelona)      | 31,08   | Pep Guardiola (F. C. Bayern)            | 22,97   | Jorge Sampaoli (Chile)                  | 9,47    |
| Desde 2016 y hasta 2023 es el The Best FIFA quien designaba al mejor entrenador hasta la instauración del premio al Entrenador Masculino del Año. |                                     |         |                                         |         |                                         |         |
| 2024 | Carlo Ancelotti (Real Madrid C. F.) |         | Xabi Alonso (Bayer Leverkusen)          |         | Luis de la Fuente (España)              |         |

A partir de la edición de 2024 se entregará el reconocimiento al mejor entrenador de clubes femeninos del año.
Nombres y banderas según la época.
| \| Edición \| Primero \| Primero \| Segundo \| Segundo \| Tercero \| Tercero \| \| - \| Entrenador \| Pts. \| Entrenador \| Pts. \| Entrenador \| Pts. \| \| ------------------------------------------------------------------------------------------------------------------------------------------------ \| ---------------------------------- \| --------- \| ------------------------------------------- \| ------- \| ------------------------------- \| ------- \| \| 2010[49] \| Silvia Neid (Alemania) \| \| Maren Meinert (Alemania sub-20)[n. 38] \| \| Pia Sundhage (Estados Unidos) \| \| \| 2011[49] \| Norio Sasaki (Japón) \| 28,59[51] \| Pia Sundhage (Estados Unidos) \| 23,83 \| Bruno Bini (Francia) \| 9,02 \| \| 2012[49] \| Pia Sundhage (Estados Unidos) \| 34,51[52] \| Norio Sasaki (Japón) \| 20,49 \| Bruno Bini (Francia) \| 12,91 \| \| 2013[49] \| Silvia Neid (Alemania) \| 30,53[53] \| Pia Sundhage (Estados Unidos) \| 12,94 \| Ralf Kellermann (VfL Wolfsburg) \| 11,88 \| \| 2014[49] \| Ralf Kellermann (VfL Wolfsburg) \| 17,06[54] \| Maren Meinert (Alemania sub-20)[n. 39] \| 13,16 \| Norio Sasaki (Japón) \| 13,06 \| \| 2015[49] \| Jill Ellis (Estados Unidos) \| 42,98[55] \| Norio Sasaki (Japón) \| 17,79 \| Mark Sampson (Inglaterra) \| 10,68 \| \| Desde 2016 y hasta 2023 es el The Best FIFA quien designaba al mejor entrenador hasta la instauración del premio al Entrenador Femenino del Año. \| \| \| \| \| \| \| \| 2024 \| Emma Hayes (Estados Unidos)[n. 40] \| \| Jonatan Giráldez (Washington Spirit)[n. 41] \| \| Arthur Elias (Brasil)[n. 42] \| \| |                                 |         |                                      |         |                                 |         |
| Edición | Primero                         | Primero | Segundo                              | Segundo | Tercero                         | Tercero |
| - | Entrenador                      | Pts.    | Entrenador                           | Pts.    | Entrenador                      | Pts.    |
| 2010 | Silvia Neid (Alemania)          |         | Maren Meinert (Alemania sub-20)      |         | Pia Sundhage (Estados Unidos)   |         |
| 2011 | Norio Sasaki (Japón)            | 28,59   | Pia Sundhage (Estados Unidos)        | 23,83   | Bruno Bini (Francia)            | 9,02    |
| 2012 | Pia Sundhage (Estados Unidos)   | 34,51   | Norio Sasaki (Japón)                 | 20,49   | Bruno Bini (Francia)            | 12,91   |
| 2013 | Silvia Neid (Alemania)          | 30,53   | Pia Sundhage (Estados Unidos)        | 12,94   | Ralf Kellermann (VfL Wolfsburg) | 11,88   |
| 2014 | Ralf Kellermann (VfL Wolfsburg) | 17,06   | Maren Meinert (Alemania sub-20)      | 13,16   | Norio Sasaki (Japón)            | 13,06   |
| 2015 | Jill Ellis (Estados Unidos)     | 42,98   | Norio Sasaki (Japón)                 | 17,79   | Mark Sampson (Inglaterra)       | 10,68   |
| Desde 2016 y hasta 2023 es el The Best FIFA quien designaba al mejor entrenador hasta la instauración del premio al Entrenador Femenino del Año. |                                 |         |                                      |         |                                 |         |
| 2024 | Emma Hayes (Estados Unidos)     |         | Jonatan Giráldez (Washington Spirit) |         | Arthur Elias (Brasil)           |         |

### Trofeo Kopa
En reconocimiento a la proyección de los jugadores jóvenes, en 2018 se instauró el trofeo Kopa, en honor el primer jugador francés en vencer el Balón de Oro, en 1958. El galardón reconoce al mejor jugador de 21 años en la temporada. El también galo Kylian Mbappé fue el primer vencedor del mismo.
| Edición | Mejor jugador                       |                                           |
| ------- | ----------------------------------- | ----------------------------------------- |
| Edición | 2018                                | Kylian Mbappé (Paris Saint-Germain F. C.) |
| 2019    | Matthijs de Ligt (Juventus F. C.)   |                                           |
| 2021    | Pedri (F. C. Barcelona)             |                                           |
| 2022    | Gavi (F. C. Barcelona)              |                                           |
| 2023    | Jude Bellingham (Real Madrid C. F.) |                                           |
| 2024    | Lamine Yamal (F. C. Barcelona)      |                                           |

### Trofeo Yashin

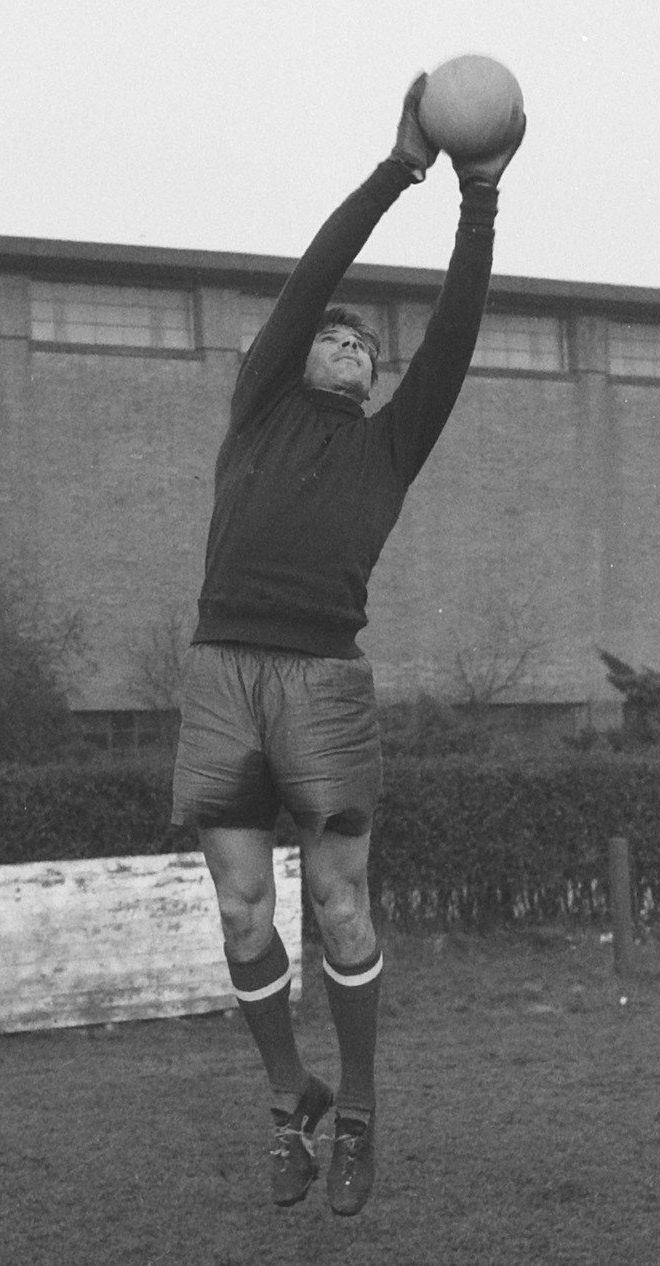
Lev Yashin, primer y único guardameta en vencer el premio.

En 2019 se instauró el trofeo Yashin, un premio exclusivo para la demarcación de portero, para paliar la dificultad histórica de dichos jugadores en destacar en el premio, y como reconocimiento exclusivo a su labor en comparativa a los jugadores de campo. Inspirado en el exportero soviético Lev Yashin, considerado como uno de los mejores porteros de la historia y único capaz a fecha de la instauración del galardón de ganar el Balón de Oro, en 1963.
| Edición | Mejor portero                                    | (Posición en Balón de Oro) |
| ------- | ------------------------------------------------ | -------------------------- |
| 2019    | Alisson Becker (Liverpool F. C.)                 | 7.º                        |
| 2021    | Gianluigi Donnarumma (París Saint-Germain F. C.) | 10.º                       |
| 2022    | Thibaut Courtois (Real Madrid C. F.)             | 7.º                        |
| 2023    | Emiliano Martínez (Aston Villa F. C.)            | 15.º                       |
| 2024    | Emiliano Martínez (Aston Villa F. C.)            | 18.º                       |

## Polémicas del premio

### La exclusividad europea

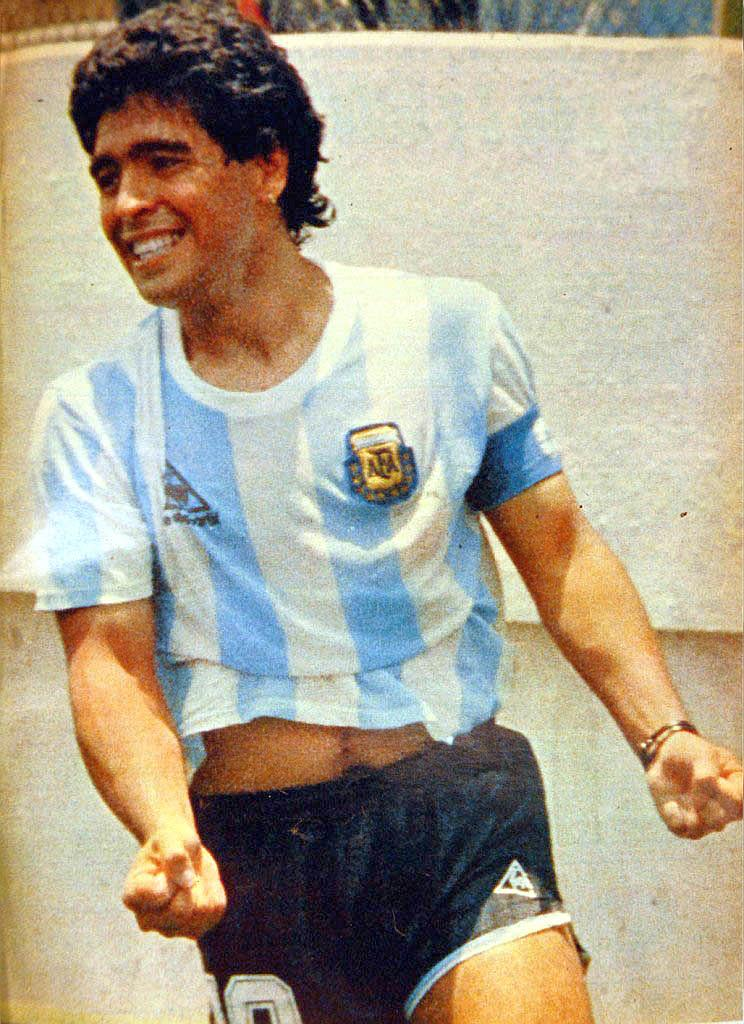
Diego Maradona, galardonado como Balón de Oro Honorífico.

Si bien el trofeo cuenta con un gran prestigio internacional, es a la vez discutido en ocasiones. El principal motivo y el que más se repite a lo largo de sus ediciones fue que no pudieran optar a él los futbolistas que no fuesen europeos ni jugasen en Europa. Hay que recordar que tales fueron las premisas en su fundación, ya que pese a que sea denominado como Balón de Oro en la actualidad, en honor al trofeo, este se denominaba Trofeo al futbolista europeo del año en el extranjero —interpretándose extranjero por competición internacional, siempre dentro de las fronteras de Europa—. Por tal motivo se suele recurrir en los medios o tertulias deportivas a nombres como los de Pelé, Diego Maradona, Hugo Sánchez, Garrincha, Mario Kempes, Zico o Romário da Souza, algunos de los mejores jugadores de la historia de América que no pudieron optar a él.
Fue uno de los motivos, debido a la globalización del fútbol, por los que se abrió el premio primero a cualquier jugador mientras jugase en Europa, y después a cualquiera independientemente del club. Para esas datas de 1995 y 2007, dichos jugadores estaban ya en el ocaso de sus carreras, no jugaban en Europa, o bien retirados o fallecidos, circunstancias todas inalcanzables para la apertura total de 2007. Fue en esa primera fecha cuando Maradona recibió un Balón de Oro honorífico y que más tarde recibió Pelé en señal de reconocimiento por sus carreras.
Aprovechando el sexagésimo aniversario del galardón en 2015, la publicación llevó a cabo un estudio sobre quién lo habría recibido si no hubiesen existido dichas normas. Así afirmaron que el futbolista brasileño Pelé habría vencido en no menos de siete ocasiones, en las ediciones de 1958, 1959, 1960, 1961, 1963, 1964 y 1970, Garrincha en 1962, Kempes en 1978, Maradona en 1986 y 1990, y Romário en 1994.

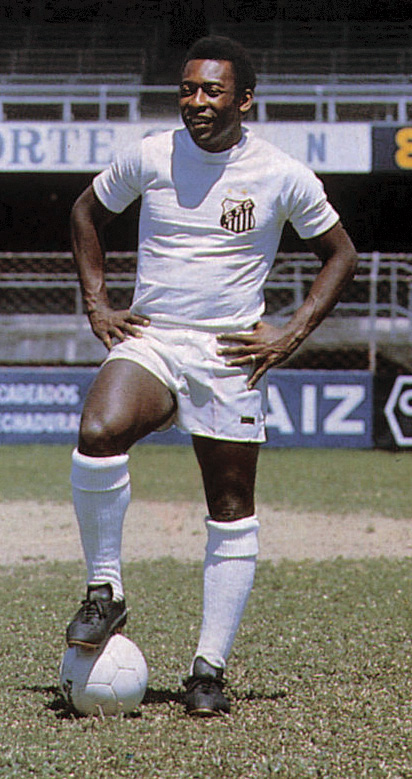
Pelé, galardonado como FIFA Balón de Oro Honorífico.

Nota: Se desconocen los criterios establecidos para dichos reconocimientos, sin dejar de ser datos meramente anecdóticos.
| Edición | Balón de Oro                           | (Vencedor sin restricciones)       |
| ------- | -------------------------------------- | ---------------------------------- |
| 1958    | Raymond Kopa (Real Madrid C. F.)       | Pelé (Santos F. C.)                |
| 1959    | Alfredo Di Stéfano (Real Madrid C. F.) | Pelé (Santos F. C.)                |
| 1960    | Luis Suárez (C. F. Barcelona)          | Pelé (Santos F. C.)                |
| 1961    | Omar Sívori (Juventus F. C.)           | Pelé (Santos F. C.)                |
| 1962    | Josef Masopust (F. K. Dukla Praga)     | Garrincha (Botafogo F. R.)         |
| 1963    | Lev Yashin (F. K. Dinamo Moskva)       | Pelé (Santos F. C.)                |
| 1964    | Denis Law (Manchester United F. C.)    | Pelé (Santos F. C.)                |
| 1970    | Gerd Müller (F. C. Bayern)             | Pelé (Santos F. C.)                |
| 1978    | Kevin Keegan (Hamburger S. V.)         | Mario Kempes (Valencia C. F.)      |
| 1986    | Igor Belánov (F. K. Dynamo Kiev)       | Diego Maradona (S. S. C. Napoli)   |
| 1990    | Lothar Matthäus (F. C. Internazionale) | Diego Maradona (S. S. C. Napoli)   |
| 1994    | Hristo Stoichkov (F. C. Barcelona)     | Romário da Souza (F. C. Barcelona) |

### La disparidad de criterios
Que la propia organización no disponga de requisitos o normas a la hora de la elección, sino que dispone que sea la libre elección del jurado según su propia opinión y criterios la que debe designar al merecedor del premio, suscita con mayor o menor medida cierta polémica. Históricamente los méritos en los años en los que se celebra la Copa Mundial de selecciones se ven resaltados, adquiriendo las actuaciones de los posibles vencedores una mayor resonancia, sin que sea un requisito definitorio, ya que no existe ninguno. La cantidad de jugadores y equipos hace que la polémica se extienda popularmente y en ámbitos extradeportivos según otros criterios a juicio de detractores.

### La fusión de premios
Con el ya subjetivo criterio de selección, la fusión del premio con la FIFA durante el periodo 2010-2015 agregó más polémica e incertidumbre. El tradicional foco sobre los mundiales no se vio reflejado en la edición de 2010 —primera tras la fusión— cuando se esperaba que el galardón fuese a parar a uno de los dos jugadores españoles finalistas, Andrés Iniesta y Xavi Hernández —vencedores de la Copa Mundial— e integrantes del mismo equipo que el vencedor final, el argentino Lionel Messi, cuya selección no pasó de los cuartos de final y donde el jugador tuvo una actuación más que discreta. La prensa deportiva especializada se hizo eco de la sorpresa que suscitó en todos los ámbitos incluido el propio jugador, aludiendo que no se reflejaba justicia con los visto durante el año futbolístico, baremo del premio, no de un rendimiento por trayectoria. Del mismo modo, la no inclusión del neerlandés Wesley Sneijder (quien ese año consiguió hacer triplete con el Football Club Internazionale y llegar a la final del Mundial con la selección neerlandesa) entre los finalistas de ese mismo año suscitó también mucha polémica, proclamando también muchos que debía haber sido el vencedor final ya que no en vano fue finalista en la cita mundialista, mientras que fue vencedor de Liga y Copa de Europa con su club, dos de los mayores logros a nivel de clubes. No obstante, dicha polémica no fue vista en tal modo por sus compañeros de equipo.

“¿Messi? Nooo! [...] Es increíble e injusto. No refleja en absoluto al mejor de 2010.” (La Gazzetta dello Sport)
“El fútbol ha perdido el norte, ya que el galardonado es uno que en las competiciones que cuentan no ha ganado nada.” (Diario La Stampa)
“Messi más fuerte que todos. El genio y la eficacia del de Rosario se impusieron a dos campeones mundiales. Es la primera vez que el galardón, creado en 1956 por "France Football", no premia a un campeón mundial en un año de torneo desde que se puede votar a todos los jugadores del planeta”. (Diario L'Équipe)
“Habrá que pensar que los tiempos han cambiado o que la superioridad de Lionel es tan aplastante como para borrar un Mundial fallido.” (Diario Le Parisien)
“La ceremonia de entrega, en lugar de ser la consagración del triunfo del fútbol español, ha provocado que éste salga mortificado.” (Diario La Dernière Heure)
“La FIFA se expone involuntariamente a numerosas cuestiones acerca de la justicia del sistema de votación.” (Diario Le Soir)
“Messi quedó sorprendido por la decisión y se mostró visiblemente aturdido al recoger el galardón.” (Diario The Telegraaf)
“España está que trina. La conquista de la Copa del Mundo esta vez no cuenta. El oro fue para Messi y el chasco para España.” (Diario As)
Joseph Blatter abofetea al fútbol español por segunda vez en un mes: le negó en diciembre el Mundial 2018 y ahora deja sin galardón a Xavi, Iniesta y Del Bosque.” (Diario Marca)
Titulares de algunos diarios a nivel mundial sobre el premio.

Y es que desde que el premio sufrió la fusión, se incrementó la polémica, quizá suscitada por el nuevo sistema de votación, donde la FIFA agregó no solo a periodistas de todo el mundo, sino a capitanes y seleccionadores, por lo que se abrió aún más el libre albedrío a la hora de las votaciones generando más dudas y debates, llegando incluso a desprestigiar la imagen histórica del premio. La FIFA aumentó dicha polémica cambiando criterios de votación, en su derecho al haber pagado por los derechos del premio, pero alejándolo de lo que fue durante su historia y creciendo el ánimo de desprestigio en torno a él a la vez que crecía el desconcierto sobre las pautas a tener en cuenta para su votación. Cabe resaltar sin embargo, que muchas veces la polémica proviene de círculos cerrados y afines a según qué futbolistas, desprestigiándolo públicamente con comentarios en función del agrado o no de los demandantes, y posiblemente teniendo más trascendencia de la que pudiera parecer o ser en primera instancia debido al gran número de medios y cobertura que existe en la actualidad alrededor del fútbol.
Finalmente en 2015 la FIFA y France Football deshicieron el acuerdo, y nuevamente cada uno de ellos pasó a entregar su propio premio para designar al mejor futbolista. En el caso del estamento estableció en 2016 el premio The Best FIFA —que pasó a sustituir al extinto FIFA World Player— al mejor jugador de la temporada futbolística como principal novedad. Hasta la fecha dichos premios individuales establecían méritos de los futbolistas durante un año natural, algo que según la FIFA no era del todo eficiente al tener el parón de vacaciones de los meses de junio, julio y agosto en la mayoría de los países considerados más influyentes. Dicho cambio no se dio en el Balón de Oro, premio que siguió otorgando France Football tras desligarse de la FIFA, y que continuó premiando tal como hacía desde sus orígenes al mejor futbolista del año, con la Liga de Campeones de la UEFA y la Copa Mundial de selecciones como principales focos para los galardonados.

### Votaciones
El Balón de Oro de la revista France Football solo permitía seleccionar al mejor jugador de Europa por medio de 53 periodistas, posteriormente ampliado a 96 y solo se seleccionaban a jugadores exclusivamente europeos hasta 2007, restricción suprimida desde entonces. El FIFA Balón de Oro permitió después, mientras duraba la entrega de este galardón, que tanto directores técnicos, capitanes y periodistas seleccionen al mejor jugador del mundo.

### Categoría femenina
El fútbol femenino ha estado casi desde sus orígenes en constante agravio en comparación con el masculino, circunstancia que adquirió mayor relevancia en los años 2000 y 2010 con su profesionalización. Dichas cuestiones llegaron incluso hasta el Parlamento Europeo por la discriminación que sufren en ocasiones las futbolistas. Las cuestiones sexistas o en cuanto al sueldo, son dos de los más acuciantes problemas que han ido soportando las futbolistas a lo largo de los años.
En naciones como Noruega esa brecha salarial fue solventada merced a las reivindicaciones de futbolistas como Ada Hegerberg —una de las más reconocidas a nivel mundial y que hasta renunció a disputar el Mundial de Francia de 2019 en señal de protesta—, y quien consiguió ser la primera mujer futbolista en ganar más de un millón de euros por su contrato con Nike. Además, también Dinamarca mantiene una política de igualdad, o Australia, donde en sus selecciones, los internacionales, independientemente de su sexo, perciben el mismo salario por los torneos disputados, iniciativa a la que se sumó Brasil en 2020 por citar algunos casos.

“Desde março deste ano, a CBF fez uma igualdade de valores em relação a prêmios e diárias entre o futebol masculino e feminino. Ou seja, as jogadoras ganham a mesma coisa que os jogadores durante as convocações. Aquilo que eles recebem por convocação diária, as mulheres também recebem. Aquilo que elas vão ganhar pela conquista ou por etapas das Olimpíadas ano que vem será o mesmo que os homens vão ter. Aquilo que os homens receberão na próxima Copa do Mundo será proporcionalmente igual ao que é proposto pela FIFA. Não há mais diferença de gênero, pois a CBF está tratando de forma igual homens e mulheres.”
“Desde marzo de este año, la CBF ha hecho una igualdad de valores en relación a primas y sueldos entre el fútbol masculino y el femenino. Es decir, los jugadores ganan lo mismo que los jugadores durante las convocatorias. Lo que ellos reciben por cada convocatoria, las mujeres también lo reciben. Lo que ellas ganarán por la conquista o participación en los Juegos Olímpicos el próximo año será lo mismo que tendrán los hombres. Lo que recibirán los hombres en el próximo Mundial será proporcionalmente igual a lo propuesto por la FIFA. No hay más diferencia de género, ya que la CBF está tratando a hombres y mujeres por igual.”
2 de septiembre de 2020. Rogério Caboclo, presidente de la CBF.

Con base en estas cuestiones, otras tenían igual sendero, como lo es en este caso el reconocimiento deportivo. Mientras que el fútbol masculino cuenta con numerosos y prestigiosos galardones que reconocen la trayectoria o rendimiento de los futbolistas, estos eran inexistentes o muy pocos en el fútbol femenino. La FIFA, máximo organismo futbolístico, abordó este tema en 2010 y junto a France Football establecieron el primer Balón de Oro femenino de la historia. Tras desligarse ambas instituciones en 2015, la FIFA continuó reconociendo a la mejor futbolista del año con el premio The Best FIFA, mientras que el Balón de Oro no incluyó la categoría femenina hasta 2018. Hasta la instauración de dichos reconocimientos el tema fue una de las polémicas que rodearon al fútbol femenino.
En cuanto a controversias por la designación del premio también ha tenido pese a su corta trayectoria. En el año 2019, la futbolista estadounidense Megan Rapinoe fue galardonada con el Balón de Oro, algo que para muchos fue más con base en un acto reivindicativo o feminista —movimiento del cual Rapinoe es declarada activista—, más que por méritos deportivos, que es la finalidad del premio. La futbolista únicamente disputó seis encuentros sin goles anotados en todo un año —once partidos si se suman los del Mundial que venció su selección—, algo irrisorio dentro del habitual número de encuentros disputados en dicho periodo en el calendario FIFA. Un año antes, la galardonada Ada Hegerberg sufrió un desafortunado incidente al recoger el premio cuando le fue formulada una polémica pregunta por parte del presentador del evento, ante la que se disculpó más tarde, que nada tenía que ver con el deporte y que fue tildada de sexista.

## Otras condecoraciones
Durante la fusión del premio con la FIFA, se entregaron otros galardones habituales en las condecoraciones del máximo organismo futbolístico, no así en el historial del Balón de Oro. Entre ellas se encontraba la designación al mejor entrenador del año. Dicho reconocimiento recayó en seis entrenadores distintos durante el periodo 2010-15, en los que resultaron galardonados José Mourinho, Pep Guardiola, Vicente del Bosque, Jupp Heynckes, Joachim Löw y Luis Enrique Martínez. En categoría femenina las galardonadas fueron Silvia Neid —en dos ocasiones—, Norio Sasaki, Pia Sundhage, Ralf Kellermann y Jill Ellis.